# 사회주의 국가의 경제 개혁 과정
1979년 이후 동아시아와 북아메리카의 사회주의 국가에서는 경제 개혁을 시도했다.
1979년 중국이 경제개혁조치를 하였다. 
이로 인해 베트남과 라오스에서도 변화가 발생하였고 이러한 변화의 전개 과정 중 거의 대부분의 사건들에서 나타나는 공통점은 개혁의 광범위한 사용으로, 일당제의 지속에 대해 존립을 유지하고, 변화의 요구를 거세게 주장하는 데 기여하였으며 하지만 톈안먼 항쟁은 중국에서 주요 정치적 변화를 이끌어내는데 실패하였지만 남순강화로 인하여 더욱 시장경제에 발을 앞당기게 되었다.
하지만 1995년까지 조선민주주의인민공화국은 변화를 하지 않았으며 결국 고난의 행군이 발발하여 결국 33만 명의 아사자가 발생을 하였으며 결국 1998년에는 황해제철련합기업소 민주 의거가 터졌다.
결국 조선민주주의인민공화국도 결국 개혁의 요구를 받았으며 결국 2001년 10월 3일 방침을 통하여 경제개혁을 약속하고 7.1 경제개혁조치를 취하여 결국 경제개혁을 시작하게 되었다.
시장경제의 부분적 채택을 시작으로 사회주의 국가들은 초기에 삶의 질이 일반적으로 발전을 했지만 결국 정치적 개혁이 동반되지 않아서 공산당이 일당체제를 유지하고 있으며 이는 중국, 베트남, 라오스, 조선민주주의인민공화국, 쿠바의 경우 헌법 개정을 통해 공산주의 체제가 아님을 밝혔고 다만 사회주의의 유지는 그대로 존립한다고 하였다.
결국 중국과 베트남, 라오스, 조선민주주의인민공화국, 쿠바의 경우 결국 시장경제는 결국 막을 수 없는 길이 되고 결국 시장의 자율적인 거래 중심으로 돌아가 사실상 시장경제를 추구하게 되었음을 공식적으로 인정을 하게 되었다.

## 배경

### 내부적 배경
1966년 벌어진 문화대혁명은 중화인민공화국 건국 이래 인민에게 최대의 표현의 자유를 보장하였으나, 이 표현의 자유는 마오쩌둥 사상에 의해 범위와 성질이 규정된 것이었다. 
4구 파괴 운동에서, 홍위병은 모든 종교활동에 핍박을 가했다. 절, 서원, 교회, 수도원 등은 문을 닫았고, 더 나아가 약탈되거나 파괴되었으며 홍위병은 4구라고 간주된 모든 것을 파괴의 대상으로 삼았다. 
8월과 9월에 베이징에서만 홍위병에 의해 1772명이 살해되었으며 상하이에서는 문화 대혁명에 관련되어 704명이 자살하고 534명이 살해되었고 우한에서도 62명이 자살하고 32명이 살해당했다. 
베트남 전쟁은 남베트남 민족해방전선의 게릴라전과 북베트남 정규군인 베트남인민군의 정규전이 동시에 전개되었으며 1973년 1월에 프랑스 파리에서 평화 협정이 체결되어 그 해 3월 말까지 미군이 전부 철수하였고, 1975년 4월 30일에 사이공 함락으로 북베트남이 무력 통일을 이뤄 1976년에 베트남 사회주의 공화국이 선포되었다.
8·3 인민소비품 생산 운동은 1984년 8월 3일 김정일이 경공업 제품 전시장 시찰을 하며 폐기물 및 부산물을 이용한 인민소비품생산 운동을 전국적으로 확대 실시하라는 지시를 내린 사건이었다.
고난의 행군은 1990년대 중반 조선민주주의인민공화국의 최악의 식량난을 가리키는 말이었으며 소비에트 연방이 해체되는 등 전세계적으로 공산주의 체제가 붕괴하며 경제적으로 고립된 가운데, 여러 자연재해로 식량 생산에도 문제가 발생하면서 기아가 발생하였다.

## 각 사회주의 국가의 입장

### 중국의 입장
덩샤오핑 이후의 중국 특색 사회주의는 마르크스주의 이론에 따라 중국은 아직 완전한 사회주의가 아닌 사회주의로 향하는 사회주의적 사회구성체 초기 발달 단계로 공산당의 지도에 따라 사회주의의 기본적 요건을 온전히 갖추고 발전한 다음 공산주의를 실현하자는 사상이다. 
현재 중국은 사실상 국가자본주의의 명맥을 유지를 하고 있는 입장이다.

### 베트남의 입장
베트남은 사회주의 기반의 시장경제의 목표를 달성하기 위해 주창한 개혁 개방 개념이며 특히 충분한 생산력의 발전을 이룰 때까지 사회주의에 기반한 시장경제 정책을 펼 필요가 있다는 것이다.
사회주의 기반의 시장경제 역시 마르크스주의에 입각한 경제 개발이며 현대의 세계화 기조에 대응하기 위한 핵심 경제 노선이라고 주장하며 도이 머이 개혁이야말로 사회주의 경제 발전 그 자체라고 확언한 바 있다.

### 조선민주주의인민공화국의 입장
조선민주주의인민공화국은 그리고 사회주의를 그대로 유지하기는 하지만 국가의 경제관리체계가 과거의 계획 경제 중심에서 시장으로 통한 자율적인 거래 중심으로 전환되어 사실상 시장경제를 추구하는 새로운 규칙이 요구되었다고 밝혔으며 이를 바탕으로 새로운 법안들이 개정되거나 혹은 새로 만들어져 실질적으로 시장경제나 다름없는 사회주의 시장경제를 달성하는 입장으로 변하였다.

## 동아시아

### 중화인민공화국

#### 개혁개방

##### 계획 측면 개혁 과정[3]
지방 정부 및 지방 관리 하의 기업이 필요로 하는 산업 원자재 중 중앙정부의 명령적 배분 계획에 의해 조달되는 부분의 비중이 1980년의 경우 70%에 달했으나 1987년에는 20% 수준으로 감소하였다.
한편 1980년의 경우 국가 계획에 의해 생산 공급되던 공산품이 120개 항목에 달했으나 1987년에는 60개 항목으로 줄어들었으며, 정부에 의해 통합적으로 배분되던 생산 원자재는 같은 기간 동안 256개 항목에서 27개 항목으로 줄었다.
1983 - 1992년 동안 주요 생산 원자재 생산 단위의 총생산량 중 정부와의 각종 계약에 의거하여 생산 공급한 부분의 비중이 지속적으로 감소했음을 보여주고 있는데, 이는 곧 계획 경제 영역이 축소되어 왔음을 의미한다.
한편 중국 정부는 1981년부터 소비재 도매의 경우, 상품을 1. 정부가 통일적으로 배분하는 품목 2. 계획에 의해 정부가 구매하는 품목 3. 생산 단위와 정부의 관련 부서가 자발적 계약에 의해 구매하는 품목 4. 상업기구가 자발적으로 선별 구입하는 품목 등의 네 부류로 구분하였다.
이 중에서 3, 4항에 해당하는 품목의 거래는 시장 거래 형태에 가까운 것으로 볼 수 있는데, 1987년에는 이미 4항에 해당하는 소비재가 대형 소매 상업 기구 전체 구입액의 80% 정도를 차지했다.
또한 상업부에 의해 통일적으로 배분되던 소비재 품목수는 1980년의 188개 품목에서 1986년의 22개 품목으로 줄어들었으며, 1986년 국가 계획에 따라 거래된 소비재는 상업기관 전체 소비재 구매량의 30%에 불과했다.
한편 1987년에 이미 생산 단위에 의해 직접 판매되는 소비재의 비중은 50%를 초과함으로써 소비재 부문에 있어서 시장기구의 역할은 급속도로 확대되었다.

##### 가격 결정 및 시장 판매 조치 허용
중국의 가격체제 개혁은 선별적 가격조정으로부터 시작하여 점차 가격에 대한 정부통제를 완화하는 방향으로 진행되었고 개혁 초기에는 생산단위의 이윤율과 해당 생산품의 수요를 고려하여 상대 가격을 조정하는데 정책 주안점을 두었다.
이에 따라 중국 정부는 1979년이래 지나치게 낮게 책정되어왔던 에너지 및 일부 생산 원자재와 수송 부문 가격을 상향 조정했으며, 이어 소비재중 그다지중요하지 않은 품목들의 가격을 자유화했다.
더욱이 1986년 10월에는 자전거, 텔레비전, 선풍기, 세탁기 등 주요 내구성 소비재의 가격도 자유화했으며 점진적인 개혁에 따라 중국 가격체계는 가격조정의 폭과 유연성 이 증가하게 되었으며, 국가 고정가격, 부동가격, 협의 가격, 시장 가격 등 여러형태의 가격결정형식이 공존하게 되었다.
또한 품질에 따른 가격차이를 상품가격의 5 - 20% 범위내에서 인 정함으로써 생산품의 품질 향상을 도모하였고 1985 - 1995년 동안 사회전체 소매 상품 판매액중 국 가 고정가격, 국가 지도 가격, 자유 시장 가격 비중의 변화 추이를 보 여주고 있다.
여기에서 보는 바와 같이 1995년의 경우 국가 지도 가격과 자유 시장 가격을 합칠 경우 그 비중이 이미 84.4%에 달해, 전체 소매 판매액의 4/5 이상은 시장을 통한 공급과 수요에 의해 가격이 결정되었음을 알 수 있다.
한편 생산재 시장 및 물자 교역 센터의 발전과 더불어 중국의 생산 재배치에서 시장 기구의 역할 확대를 보여주는 또 다른 지표로서는 가격 결정 메커니즘의 변화를 들 수 있다.
국가 고정 가격의 비중 이 감소한데 더해 가장 중요한 변화는 개혁 초기의 가격 쌍궤제의 운용이며 가격쌍궤제는 일종의 이중 가격 제도로서 상하 20%로 되어있던 생산재 가격변화 의 상한 및 하한을 1985년 2월에 철폐함으로써 국가 계획에 따른 생산분을 초과한 부분에 대해서는 시장 가격을 적용할 수 있게 한 제도이다.
본래 가격 쌍궤제는 상품의 생산 및 판매와 생산재의 배분 등이 국가 계획에 포함되어 있는 생산 단위를 대상으로 하였으나 실질적으로는 국가 계획에 포함되지 않은 생산 단위에 있어서도 광범위하게 적용되었다.
한편 생산재 영역에 있어서도 생산 단위의 자체 판매 비중이 증가함에 따라 이를 소화하기 위한 상업 기구 또한 급속히 발전하였으며 생산재 및 기타 원자재 교역을 위한 생산재 시장이 1979년부터 등장했으며, 1984년부터는 다양한 종류의 물자 교역 센터가 설립되었다.
예를 들어 이미 1988년에 성 및 시급 물자 교역 센터가 395개소, 현급이 1,000개소에 달했으며, 전국 151개 대도시에 182개소의 강철 시장이 정부의 허가를 얻어 설립되었다.
특히 일부 연안지방에서는 생산재 시장의 역할이 매우 커서 강소성의 경우 1988년 강철 생산 총량의 91.6%가 생산재 시장을 통해 거래되었고 소비재의 경우에도 원활한 상품 교역을 위해 1986년 말에는 이미 상업부 관할하에 전국적으로 1,588개소의 교역 센터가 설립되었다.
또한 소비재 소매의 대부분을 차지하던 작은 규모의 국영 상업 기구들을 1. 스스로의 손익에 대해 책임지도록 개조하거나 2. 집체 소유로 전환하거나 3. 개인 경영자에게 임대함으로써 효율적 경영이 가능하도록 하였다.

##### 자금 조달 및 사적 기업 설립권
1987년 이후 소유권과 경영권의 분리를 통해 국유기업을 시장 지향의 독립된 기업으로 바꾸기 위해 경영 청부제와 임대제를 실시하였으며 이 가운데 중대형 기업의 소유권은 국유로 계속 유지하되 생산 및 경영 활동은 공개 경쟁에 의해 선정된 경영자에게 일정기간 위임시켜 계약시 책정한 이윤액을 매년 국가에 납부하게 하고, 나머지는 기업 내에서 자유롭게 처분할 수 있도록 허용함과 아울러 성과에 의해 임금을 지급하였다.
그러나 경영자가 실질적으로 상부 조직에 의해 임명되고 국가 간부의 신분을 유지하면서 국유 기업의 자산 관리자 겸 생산 - 경영의 대리인 역할을 담당하였기 때문에 상급 기관의 영향력에 상당부분 종속되었으며 종업원에 대해서도 평균주의가 완전히 극복되지는 못하였다.
또한 달성 목표를 설정할 때 하부 생산 단위와 상부 주관 기관 간 타협과 부정이 개입할 소지가 상존하였으며 반면 소형기업에 대해서는 기업의 자산 사용권과 경영 관리권을 경영자에게 유상 양도하여 경영자가 독자적으로 경영할 수 있는 임대제를 실시하였다.
소형 국유기업과 도시 집체기업 및 농촌의 향촌기업에 대해서는 주식 합작 기업으로 전환시키거나 민간 매각을 실시하였으며 주식 합작 기업에서는 근로자들이 주주로서 기업에 대한 소유권을 보유할 수 있었기 때문에 급속한 사유화가 초래할 정치사회적 문제를 회피하고 근로자들의 반발을 무마하기 위해 이들에게 주식을 균등 분배해주는 주식 합작 기업 제도를 민간 매각과 병행하여 실시하였다.
다음으로 중대형 국유기업은 국유 독자 회사 또는 주식 회사와 같은 법인으로의 전환을 유도하였으며 국가 안전과 관련된 업종, 하이테크 산업 등에 속하지 않는 국유 기업 중 경영이 극도로 악화된 국유기업은 퇴출시켰다.
1978년 이후 중국은 소유 형태를 다양화시키고 경영의 자율성을 확대하였으며 그결과 집체 소유, 각종 연합체 소유, 개인 소유 등의 형태를 띠는 사영기업이 출현하게 되었다.
사영기업이란 기업의 자산이 개인 소유에 속하고 8명 이상의 노동자를 고용하여 영리활동에 종사하는 기업 혹은 경제조직을 말하고 또한, 농촌 경제를 개혁하는 과정에서 나타나게 된 개체경제의 활동 영역 확대 조치가 도시 부문의 개체상공호라 불리는 소규모 개인 기업의 허용으로 확대됨에 따라 상업과 서비스업을 중심으로 소규모 사적 기업의 활동이 확대되었다.
중국 당국은 사영기업에 대해 대외 무역권을 부여하는 한편, 1999년에는 개인독자기업법을 제정하여 중국인들도 중국 내에 단독으로 개인 기업을 세울 수 있도록 하였다.

##### 국가예산납부권 및 개인 투자 합법화 과정
덩샤오핑은 1983 - 1986년 기간 중국은 두 단계를 걸쳐 이윤 유보에서 세금 납부로의 이개세 개혁을 추진하였고 주요 목적은 정부 재정 수입과 기업 가처분 수입의 한계를 분명히 하는 것이었는데, 이는 국가의 재정수입을 세수에 연동시키고 기업수입을 이윤에 연동시키는 메커니즘을 형성시키는 것이었다.
제1단계 기업 소득세는 1983년 1월 1일부터 세금 징수를 시작하였으며 구체적인 방법은 청부제를 실시하는 소형기업 이외의 모든 국유기업에 대하여 55%의 기업소득세를 징수하는 것이었는데, 실제로는 55%의 기업이윤을 세수로 전환시킨 것이었다.
납세 후의 기업 이윤은 다시 국가와 기업 사이에 배분하였다.
국가에 상납하는 부분의 이윤은 기업의 상황에 따라 각각 누증 방식 상납, 고정 비율 상납, 정액 상납 등의 방식에 의한 납부와 이에 부각하여 조절세를 납부하는 방식을 채택하였는데, 3년간은 불변이었다.
제1단계 기업소득세는 기존의 이윤과 세수가 혼재되어 있던 문제를 초보적으로 해결하였으며 제1단계 기업소득세의 미해결 문제를 해결하기 위하여 1984년 9월에 제2단계 기업소득세를 실시하였다.
즉 단일한 징세제도를 실시하였는데, 그 중에는 제1단계 이 개세 시행 당시 만든 소득세와 조절세에 대한 개선, 자원세와 도시 유지 건설세, 건물세, 토지사용세, 차량사용세 등의 증설, 공상세의 산품세, 부가가치세, 영업세, 염세로의 분할 등의 내용 들이 포함되었다.
1985년 1월부터 징수를 시작하였으며 제2단계 이개세는 일시적으로 효과를 거두었으며 문제는 회계제도와 감사제도가 아직 불완전한 상황에서 기업이 각양각색의 방법을 동원하 여 자신의 소득을 증가시키고 세금부담을 경감하려고 하였다는 점이다.
중국은 2004년 헌법 개정을 통해 사유재산의 불가침을 법제화하고, 2005년 10월 16기 5중전회에서 발표된 제11차 5개년계획에서는 국가 핵심 기간 산업에 대한 개인의 투자를 허용하였다.
또한, 2010년 5월 전체 36조로 구성된 민간투자가 건강하게 발전하도록 장려 유도하는 것에 관한 국무원의 약간의 의견을 발표하였으며 신 36조는 민간자본의 공공부문 투자 확대를 주 내용으로 하면서 민간 자본의 금융기관 설립, 공공주택 건설 허용, 석유, 전력, 통신 등 분야의 참여 장려 등의 내용을 포함하고 있다.

### 베트남 사회주의 공화국

#### 쇄신

##### 계획 측면 개혁 과정
일부 예외 품목을 제외하고 생산 경영 계획을 기업에 완전히 위임하며, 기업이 경영 자원, 노동력을 온전히 이용할 수 있도록 다각화를 허용하였으며 정부가 물자, 원자재를 국영기업에 공급하고, 기업은 정부에 생산품을 납품하는 상호 관계에 기초한 기존의 제도를 개혁하여, 계약에 의거한 매매 제도를 도입하였다.
또한 정부의 물자, 원자재 공급은 제한하고 부족 부분은 기업이 시장에서 구입하였으며 이 조치에 뒤이어 정부는 1989년 11월, 계획 지표를 국가 상납금으로 단일화하는 한편, 국가의 보조금을 철폐하고, 기업의 투자 자금은 재정이 아닌 은행 융자로 조달하도록 했다.
또한 제25호 결의는 일부 우량 기업을 제외한 국영기업에 대하여 국가가 교부하는 계획 지표를 이전의 9개에서 5개로 축소하며 5개 계획 지표는 다음과 같다.
①. 상품 출하액(수출액), ②. 주요 생산품의 생산량, ③. 임금, ④.이윤과 국가 예산의 납입액, ⑤. 국가가 제공하는 자재이다.

##### 가격 제정 및 국가 예산 납부 과정[13]
국가 조달에 의한 이윤으로, 생산물의 가격 및 인도는 전적으로 국가의 지령에 의하며 2. 자체 조달하여 생산하는 부분으로 원재료의 구입가격 및 제품의 판매가격은 거래상대와 합의가격으로 의한다. 3. 국가의 지령을 받지 않고 기업이 독자적으로 생산한 부산물 부분으로, 판매는 합의가격에 의한다.
국가 공급 보장에 의한 이윤의 50%는 국가예산에 납부하고, 남은 50%를 기업이 생산발전기금, 장려기금, 복리기금의 세 가지 기금에 분배하며 초과이윤이 있는 경우, 그 60 - 80%가 기업에 속한다. 기업에 속하는 초과 이윤은 보너스 70%, 복리기금 30% 비율로 배분한다.
자체 조달에 의한 이윤은 20%를 국가예산에 납입하고 나머지는 생산발전기금에 20%, 보너스에 60%, 복리기금에 20% 비율로 배분하며 부산물에 의한 생산 부분으로 생산한 초과 이윤은 세금과 각종 납입금을 납부한 후, 국가예산에 15%, 나머지 85%는 지배인의 판단에 따라 3가지 기금에 배분한다.

##### 재정 관리권 및 사적 기업 설립권
기업에 재정 및 노무 관리에서의 자주권을 부여하였고 기업은 자산을 부분적으로 매매와 임대할 수 있고, 노동력의 배치전환, 임금지불 등에서 자율권을 가지며또한 갱신 투자, 신규 투자도 각 기업이 자주적으로 정하고 임금에 관해서 정부는 최저임금을 규정하지만 그 상한은 철폐하고 소득세를 도입하여 소득 수준을 조정한다.
관리가격의 대상 품목을 축소하고 가격차를 보조하는 제도를 폐지하고 기업과 은행과의 관계를 평등하게 하며, 기업은 결제와 신용에 관하여 은행을 자유롭게 선택한다.
기타의 산업은 민간 기업에 위임하고 둘째, 국유라고 하는 개념을 반드시 100% 국가 소유에만 한정하지 않고, 국가가 과반을 소유하는 경우도 포함시키며 따라서 전략적이라고 간주되는 분야의 국영기업도 그 주식의 일부를 민간에 매각할 수 있고 셋째, 소유와 경영을 분리하고, 국영기업의 경영을 개인과 민간법인에 일정기간 청부할 수 있다.
베트남 정부의 사영기업에 대한 정책은 1999년 신기업법을 통과시키고 2000년부터 시행하면서 본격화되었으며 그 이전에 베트남은 유한책임회사와 주식회사를 대상으로 하는 1990년 기업법, 사영기업을 대상으로 하는 1990년 사영기업법을 시행하고 있었는데, 1999년 신기업법은 사영기업, 유한책임회사, 주식회사 모두를 이 법의 적용대상으로 규정하였다. 
이와 함께 국영기업법, 외국인투자법 등이 시행되고 있었고 그간 베트남 공산당과 정부는 사유경제부문의 성장에 대한 경계심을 갖고 있었기에 인허가 절차를 까다롭게 하는 등 차별하고 있었다. 
사영기업이 경제력을 쥐면 결국에는 공산당의 정치 권력에 도전할 것이라고 생각하는 정치인들이 2000년대 초까지도 여전히 있었다. 
하지만 1999년 신기업법은 정부가 금지하는 부문이 아닌 부문에서 기업의 설립을 허용하였으며 기업의 설립을 허가제로부터 등록제로 변경하였기에 2000년 이후 사영기업이 급속히 증가하였다. 
새로 등록한 기업은 2000년에 1만 4천여 개, 2002년에는 2만 1천여 개였는데 2년간 등록 기업수는 1991 - 1999년 간 등록한 기업 수와 비슷한 숫자였고 2000년에 등록한 기업의 경우 완전히 새롭게 등록한 기업은 80% 정도였고 일부 기업이 그 이전의 가계 기업 등의 형태로 운영되던 것을 등록한 것이었다.

##### 농업 개혁 과정
협동농장의 규모 축소, 작업반 숫자 증대, 분조의 규모 축소를 기초로, 작업반이 분조 또는 농민에게 일정 면적의 토지를 대여하고 최종 생산물을 청부하도록 했고 축산, 수공업의 경우도 동일 조치가 실시되었다.
생산물의 청부량은 협동농장이 작업반에 계약한 생산량, 과거의 평균 수량, 토지의 비옥도, 비료공급을 고려하여 결정했으며 대여 토지는 노동력의 능력을 고려하여 분조가 결정하고, 토지의 세분화는 피했다.
동일 분조 또는 농민에 대한 토지의 대여 기간은 2 – 3년으로 했으며 청부량의 초과분은 80 - 100%가 농민의 것이 되고, 부족분의 경우에는 객관적 사유가 있으면 변상하지 않지만, 개인에 책임이 있으면 100%를 변상하도록 했다.
생산 청부제에 의해 작업반 및 협동농장은 노동의 질과 양을 감시 계획하는 작업으로부터 해방되어 관리 업무가 대폭적으로 줄어들었으며 따라서 협동농장의 관리기구 인원은 소수의 간부를 남기고, 생산적 노동에 종사할 수 있게 되었다.
농민은 50년까지 토지를 사용할 수 있으며 30헥타르까지 임대가 가능하고, 그 기간 내에 사용 권리를 양도할 수 있고, 토지를 저당하여 금융기관으로부터 융자를 받을 수 있는 것 등이 주 내용이었다.
토지는 국가 소유라는 사회주의 원칙이 견지되지만, 토지 사용권은 일반적으로 매매 등의 대상이 될 수 있게 되었고 토지 사용권 기한의 장기화와 토지 사용권의 양도 임대 및 상속, 저당 설정 등의 여러 권리가 인정되고 있는 등, 실질적으로 토지가 사유화되어가고 있다고 볼 수 있다.

##### 생산 조직권 및 시장 판매 과정
베트남 정부가 물자 및 원자재를 국영기업에 공급하고 기업은 정부에 생산품을 납품하는 상호관계에 기초한 기존의 제도를 개혁하여 계약에 의거한 매매제도를 도입하였으며 정부의 물자, 원자재 공급은 제한하고 부족 부분은 기업이 시장에서 구입한다.
기업에 재정관리권 및 노무 관리에서의 자주권을 부여하고 기업은 자산을 부분적으로 매매 및 임대할 수 있으며 노동력의 배치전환 및 임금지불 등에서 자율권을 가진다.
또한 갱신투자, 신규투자도 각 기업이 자주적으로 정하고 임금에 관해서 정부는 최저임금을 규정하지만 그 상한은 철폐하므로 소득세를 도입하여 소득 수준을 조정한다.
베트남 정부는 1989년 11월, 계획지표를 국가상납금으로 단일화하며 국가의 보조금을 철폐하고 기업의 투자자금은 재정이 아닌 은행융자로 조달하도록 하였다.

### 조선민주주의인민공화국

#### 2002년 개혁 및 2004년 목표 달성 실패

##### 기업 개혁 과정

###### 기업 계획권 과정
계획지표들을 중앙과 지방, 기관과 기업소 단위간에 합리적으로 분담해야 하며, 국가계획위원회는 전략적 지표를 계획하고 세부적인 지표들은 해당 기관, 기업소에서계획하도록 해야 한다고 지시하였다.
그리고 연간, 분기 계획을 월별로 분할하는 것도 성, 중앙기관이나 도에 맡기는 것이 합리적이며 지방경제부문은 주요 지표 외의 세부지표들도 도, 시, 군 자체 실정에 맞춰 계획화하도록 해야 한다고 지시하였다.
1990년대에 목격되었던 기업소 지표의 영역이 더욱 확대되고 있다는 것이며 기업들은 기본 생산물이 아닌 경우 자체적으로 생산지표를 개발하여 승인을 받으면 공식적인 계획지표로 삼을 수 있게 되었다.
승리자동차련합기업소는 타 기업들에 의해 수요가 많은 특정 부품을 자체적으로 개발하여 이를 기업소지표로 승인 받을 수 있으며 이러한 제품에 대해서는 생산을 위한 물자 조달, 가격 책정, 판매 등에 큰 제약을 받지 않으며 이를 시장가격에 판매할 수 있는 권한을 부여받았다.
사회주의 물자교류시장을 허용하였으며 이전에 생산 능력의 100%를 계획지표로 하달하였다면 개혁과정에는 70%를 지표로 하달하였고 나머지 30%에 대해서는 사회주의 물자교류시장이나 혹은 계획외 생산을 통하여 생산한 제품을 판매하여 필요한 자재를 다른 기업으로 구입할 수 있게 되었다고 밝혔다.

###### 가격 제정권 및 시장 판매권
김정일은 2001년 10월 3일 방침에서 지방공장에서 생산되는 소비품의 가격은 국가가 제시한 기준과 감독 아래 공장 자체로 제정 하여 생산도 하고 판매도 하도록 허용하였으며 이를 바탕으로 승리자동차련합기업소나 다른 기업들도 자체적으로 지표를 개발하여 이를 기업소지표로 승인받은 것을 시장가격에 판매할 수 있는 여건을 마련하였다.
국가에서 하달된 현물지표를 충족하고 남은 여분의 생산물은 시장에서 판매할 수 있도록 하였으며 기업이 국가계획 이외의 생산물을 생산하는 것을 허용하며 소비재는 계획의 30%까지 판매가 가능하고 생산재는 계획의 5% 이내까지 허용하였다.
기업 스스로 조달한 자재로 생산한 것이라면 시장에서 판매하는 것을 허용하였으며 물론 이러한 시장이나 기업간 거래에 의한 자재조달과 판매에서는 당연히 시장가격이나 기업간 합의가격이 적용된다.
종합시장은 소비재의 경우 생산재의 경우 사회주의 물자교류시장을 의미하고 종합시장과 달리 사회주의 물자교류시장에서는 현금거래가 공식적으로는 허용되지 않았으나 실제로는 현금거래가 이루어져 왔다.

###### 소득 분배권 및 국가 예산 납부권 과정
번수입은 판매수입에서 생활비를 뺀 원가를 공제한 것으로 계산되는 것이고 번수입의 크기는 판매수입의 크기에 많이 관계되며 그러므로 번수입을 늘리려면 판매수입을 늘려야한다고 지적하였다.
경제연구에 의하면 번수입은 현물지표별 계획에 따르는 수입뿐만 아니라 계획외의 수입도 포함되며 계획외의 수입이 중시되어야 할 부분이다.
물론 계획외의 수입만 추구하는 것을 방지하기 위하여 계획을 수행한 다음에 추가로 생산되는 계획외 수입을 평가실적에 인정해준다는 단서가 달려있다.
국가의 재정 수입 및 지출 항목을 조정했으며 국가납부금을 번수입에 기초하여 징수함에 따라 간접세 성격의 거래수입금을 폐지하고 이를 직접세 성격의 국가기업이익금에 통합시켜 국가기업이득금이라는 항목으로 예산수입의 원천을 단순화했다.
재정법 제13조를 개정하여 예산수입원천을 국민소득으로 수정했으며 감가상각금을 2002년부터 기업소에 재투자자금으로 유보토록 한 데 이어 기업의 미사용 여유자금을 국가가 동원하지 못하도록 명문화했다.
북한의 예산수입은 1. 국가기업이득금과 협동단체이득금, 2. 감가상각금, 3. 토지사용료, 4. 사회보험료, 5. 재산판매 및 가격편차수입금, 6. 기타수입금 항목으로 구분된다.
생산 및 경영활동을 하는 기관, 기업소, 단체는 해당 재정기관에 판매수입계획, 원가계획, 소득계획, 국가예산납부계획, 은행계좌번호 등을 규정한 예산납부자료를 제출해야 하는 데, 북한은 이들 자료를 근거로 예산계획을 작성하는 것으로 보인다.
국가예산수입법 제정으로 북한은 예산수납의 법적 근거를 마련, 국가예산 수납 관행을 개선하고는 있으나, 납부비율을 명시하지 않고 있는 것으로 보아 음성적 시장활동이나 부정부패가 조장될 가능성이 높은 것으로 판단된다.

###### 생산조직권 및 고정 자산 매각권 과정
승리자동차연합기업소 출신의 탈북자는 생산 라인에 투입되는 노동력의 규모에 대하여 지배인이 일정한 통제력을 실제로 행사하고 있음을 시사하는 증언을 하였으며 생산 라인에 투입되는 노동력의 규모를 기업이 실제 조절할 수 있다.
경제개혁조치 이후 동일한 생산과정을 위해 투입되는 노동력을 20 - 30% 줄일 수 있었다고 증언하였으며 조선민주주의인민공화국 기업은 이렇게 해서 줄이게 된 노동력은 어떻게 처리하는가 이러한 노동력을 해고하거나 하지는 않는 것으로 보인다.
생산과정에 대한 재조정을 통하여 절약한 노동력은 다른 부분 예를 들어서 기업 외부의 활동 주택건설이나 도로교통 등에 활용한다고 하였으며 물론 이전에도 기업 노동력의 건설현장투입은 다반사로 이루어졌으며, 1990년대 극심한 경제위기 시기에는 일거리가 없는 기업이 노동자를 이러한 공사현장에 대규모로 투입하기도 하였다.
기업소는 해당지역의 감독기관과 협의를 통해 소규모 설비를 매각 및 폐기할 수 있는 권한을 가질 수 있게 됨으로 방치되는 유휴설비의 이용률 제고를 도모하고 있음을 감지할 수 있다.

###### 자금 조달권 과정
7.1 경제개혁조치에서 허용된 기업의 현금거래 권한을 대폭 확대하였으며 원래 조선민주주의인민공화국에서 기업이 현금거래를 할 수 있는 경우를 기업이 근로자에게 임금 및 보조금 등을 지급하는 경우, 주민이 기업에서 재화나 서비스를 구입하는 경우로 한정하였다.
하지만 7.1 경제개혁조치에서 이에 더해 생산 정상화 물자나 경영용 물자, 계획에 맞물리지 못한 물자를 구입할 때도 현금거래를 할 수 있도록 허용하였다.
공장기업소의 건물 일각에 자기의 국수 생산 기지를 건설하고 자기가 선발한 노동자, 자기의 설비, 자기가 구입한 원자재로 국수를 생산하고 이를 대기하고 있는 도매상에게 팔아 그 이윤의 30%를 공장 측에 이관하고 자기 자금으로 조달한 개인 자본가는 기지장이라고 불리며 경영상 공장과는 독립이지만 이윤 분배와 자원 대여, 법적 수속은 양자 합의에 의한 계약형 방식으로 되어 있다.
역시 콩고기 공장을 만들려는 개인은 우선 인맥이 있는 국영공장의 간부와 의논해 공장에 자체 자금으로 조달한 생산기지 설치 및 운영권을 승인받은 후 자신이 해당 기지 기지장이 된다.
그러면 공장 내의 건물 일부를 생산기지로 분배 받고, 공장의 전선도 분배 받아 자유롭게 사용하며 자체자금으로 인조고기 생산 기계를 사회주의 물자 교류 시장에서 구입하면 본인이 10명 미만의 노동자를 직접 고용하게 된다.
이때 조선민주주의인민공화국은 가내작업반으로 정식적으로 인정받거나 혹은 공장기업소 노동자 소속으로 이전하면 법적으로는 아무 문제가 없게 된다고 밝혔다.

##### 무역 분야 개혁 과정

###### 무역회사의 설립 및 허가권의 획득 과정[31]
무역회사의 설립은 상부의 지시에 의한 것과 하부의 제안에 의한 것으로 대별되고 있으며 후자의 경우, 무역 허가는 김정일에 대해 제출하는 제의서를 통해 획득하는 것이 대부분이다.
무역회사의 설립은 기본적으로 허가제라고 할 수 있으며 무역회사의 설립에 있어서 최대 관건은 와크의 획득 여부이고 무역회사를 새로 만들더라도 허가권을 얻지 못하면 현실적인 의미가 크게 퇴색된다.
국가는 신설 무역회사에 대해 허가권을 부여함에 있어서 다음과 같은 사항을 중점 점검하며 수출 품목, 수출 생산 기지 동원 방법, 초기 자기 자본, 그리고 무역회사 설립의 기대효과 등이다.
와크를 얻기 위해서는 현재 자금을 얼마만큼 가지고 있고, 이를 활용해 어떤 품목을 어떤 방식으로 동원하고, 이를 어떤 거래 상대에게 팔아 매년 얼마 정도의 외화를 벌어들여 이 돈을 어디에 쓸 것인가 등에 대한 마스터 플랜을 제시해야 한다,

###### 수출품 생산 기지의 조성 및 첨단기술제품의 수출권 과정
성천군에 몰리브덴 광산이 있었으며 그런데 그 몰리브덴 광산은 조업을 사실상 중단한 상태였고 국가 차원에서도 몰리브덴이 필요해서 국가계획위원회가 연간 생산계획을 할당해 주지만 그 목표량을 달성하지 못했다.
광석을 제대로 채취하려면 고압양수기를 비롯해 각종 설비가 필요한데 국가에서 이를 공급해 주지 못했으며 더 큰 이유는 국가에서 식량을 주지 않고 월급도 주지 않으니 사람들이 일을 하지 않는다는 것이다.
하지만 무역회사가 이 광산에서 몰리브덴을 수매해 중국에 수출하면서부터 상황은 크게 달라졌으며 광부들이 열심히 일을 하기 시작한 것이고 다만 이들은 주로 개별적으로 폐갱에 들어가서 광석을 캔다.
갱을 폐기시킨 곳인데 위험한 지역이며 그런 곳에 거의 기다시피해서 들어가 갱에서 쓰는 특수 공구, 갱 곡괭이 같은 것으로 광석을 캐서 피마대에 담아 끌고 나와 집에 보관해 둔다.
이것으로 판매한 몰리브덴으로 월급으로 지급하여 지금도 성천군에는 무역회사가 원천동원기지로 삼고 있다.
내각의 통일적 지도 밑에 중앙무역기관에 의해 일원적 관리와 통제의 방식으로 이루어지고 있고 국가의 통일적 지도체제는 당과 군이 독자적으로 행해왔던 무역활동을 무역상의 지도하에 무역활동을 하도록 일원적 무역체제로 개혁하였다.
또한 국가의 무역지도를 돕기 위한 비상설기구로 국가무역지도위원회를 신설하였으며 이 위원회는 국가의 무역정책을 집행하며 무역사업을 개선하기 위한 문제를 정기적으로 토의하고 해당한 대책을 세우는 것을 임무로 하고 있다.
무역법은 대외무역을 확대하기 위해 국가납부금이나 관세의 합리적 조절, 장려금의 적용 등과 같은 무역 촉진 정책을 담고 있다.
예컨대 수출기지를 새로 조성하거나 첨단기술제품, 마이크로프로세서, 데스크톱 컴퓨터, LED TV, 팹리스 사업을 추진하고 국제시장에서 경쟁력이 높은 제품을 개발하여 판로를 개척한 무역회사에게 특혜를 주도록 하고 있다.

###### 자금 조달권 및 경영 청부 과정
일반 경제의 무역회사나 특수경제의 무역회사가 해당 기관, 기업소에 원래부터 근무했던 사람이 무역회사를 경영하는 경우보다 기술관료나 돈주가 경영하는 경우가 더 많다.
인민무력부 산하 무역회사의 경우 군부가 직접하는 것보다는 돈주를 끌어들어 회사경영을 맡기는 경우가 더 많으며 이 돈주는 대개 자신의 자산을 가지고 들어와서 무역회사를 운영하는 경영청부제를 시행한다.
때로는 국가로부터 운영자금을 제공받기도 하고 운영자금이 모자라서 민간 사채업자로부터 대부를 받거나 돈주에게 개인투자를 받아 사업을 진행하고 이를 이윤을 배분하는 사업을 한다.
새롭게 개건한 공장기업소는 보통 무역회사가 돈주를 공장기업소 지도원 혹은 지사장으로 합작 투자하여 중국으로 시설 설비를 구매해 만들어진 것이며 철저히 계약에 의해서 이루어지고 있으며, 생산부터 시작해 판매까지 돈주가 관여하여 이윤 획득을 위해서 감시 감독을 철저히 하고 있다.
박기원이라는 순천시 기업가의 사례를 살펴보면 이러한데 돌공예 가내작업반에서 출발해 이를 순천 돌 공예품 공장으로 발전시켜 수출 자금으로 만들어 자체 조달한 자금으로 통하여 순천 부재 공장을 만들어 현대화를 시켰다.
이러한 돌공예 공장, 부재 공장, 종합서비스업소 등의 종합체 금강산 무역회사의 사장으로 자체 자금을 조달하여 사장이 되어 호화스럽게 살게 되었으나 결국 많은 신소가 들어와 결국 총살 당하였으며 이를 바탕으로 무역회사 사장이나 그러한 기지장들이 처형당한 사례들도 많다.

##### 농업 개혁 과정[37]
조선민주주의인민공화국은 2004년 들어 중국의 농업개혁과 유사한 협동농장 개인경작제도를 제한적인 규모이기는 하지만 전국적으로 실시하고 있고 북한에서 실시하고 있는 개인경작제도는 협동농장의 농민이 토지의 일부를 배분받아 스스로 경작한 뒤 생산물을 자체적으로 처분할 수 있는 제도다.
지금까지 북한 주민은 직접 개간한 소토지나 자택 주변의 텃밭에서 농작물을 키울 수 있었으며 그러나 국유지에 대한 개인경작이 허용된 것은 처음이다.
이러한 변화에 대한 증거는 조선신보의 보도와 최근 탈북자 및 중국을 왕래하고 있는 북한 주민의 증언에서 드러나고 있으며 북한이 협동농장 개인경작제도의 일종인 포전담당책임제를 도입했다고 총련 기관지인 조선신보가 김용술 북한 무역성 부상의 발언을 인용해 보도했다.
이는 북한이 개인경작제도를 전국적인 차원에서 도입하고 있다는 것을 북한 고위 관리가 처음으로 확인한 것이어서 주목되고 있으며 김 부상은 현재 협동농장에서 포전담당책임제를 시범적으로 도입하고 있다며 분조를 더 작은 단위로 할 수 있는 권한이 협동농장에 주어졌고 그런 속에서 더 적은 인원으로 포전을 담당하는 포전담당책임제가 나왔다고 말했다.
탈북자도 2002년부터 함경도 지역에서 시범 실시된 것으로 알려진 개인경작제도가 올해 전국으로 확대되고 있다고 증언하였으며 함경북도 온성군에서 올여름 탈북한 사람은 농장에서 옥수수를 심을 수 있는 땅만 골라 토지 비옥도를 감안해 농민 1인당 200 - 400평씩 나눠 주었다고 증언하였다.
황해남도 벽성군에 살면서 최근 중국을 방문한 사람도 아들이 올해 농장 토지 350평을 개인경작지로 받았다며 이 제도가 올해부터 전국적으로 실시되었다고 증언하였으며 탈북자 및 북한주민 지원 단체인 좋은 벗도 최근 발간한 북한소식 1호에서 북한 당국이 올해 3월부터 1인당 300평씩 토지를 배분한 뒤 토지의 질에 따라 상중하로 세금을 받고 있다고 주장하였다.
어떤 농민은 개인경작에 필요한 노동 시간까지 보장받은 것으로 알려졌으며 함경북도 회령시에 사는 사람은 농민은 전체 노동시간의 3분의 2를 농장의 공동경작지에서 일하고 3분의 1은 개인경작지에서 농사를 지을 수 있다고 증언하였다..
그는 또한 농장은 개인에게 개인경작지용 비료 등을 지원하고 가을에 현금이나 곡물을 대가로 받아간다며 모든 농가는 개인경작지로 6개월 동안의 식량을 해결해야 한다고 말했다.
국제식량농업기구에 의하면 조선민주주의인민공화국 협동농장의 쌀 생산량이 2000년 358만 톤에서, 2001년의 354만 톤으로 하락하다가 2002년에 387만 톤으로 증가하기 시작하여 2003년 415만 6천 톤으로 2004년에는 424만5천 톤으로 증가하고 있다.
조선민주주의인민공화국이 2004년 들어서 전국적으로 실시하고 있는 협동농장 개인경작제도는 1980년대 초 중국이 경제개혁 및 개방 조치와 함께 단행한 농업개혁의 핵심적인 내용을 일부 담고 있다.

##### 서비스 산업 전면 허용 및 사유화 소극적 허용[40]

###### 상점 부문 개혁 과정
유통부문개혁 관련 특징으로는 북한이 상점 운영의 주체에 따라 국가가 운영하는 국영상점과 기관. 기업소가 운영하는 일반상점으로의 이원화한 것을 들 수 있으며 조선민주주의인민공화국 상업법 제81조는 상점, 식당, 봉사소 등을 운영하려는 기업소 등은 중앙상업지도기관의 승인 대신, 해당 상업지도기관의 영업허가를 받도록 명시하고 있다.
일반상점은 기존 국영상점을 기관, 기업소에 임대하여 자율 운영토록 한 위탁상점과 기관, 기업소가 개설한 직매점으로 구분되며 국가는 일부 실적이 부진한 국영상점의 운영권을 능력이 있는 기관, 기업소에 이관하여 국영상점과 일반상점간 경쟁을 유도하고 있기도 하다.
영업이 부진한 일부 국영상점을 기관, 기업소, 인민반에 임대 및 분양하고 대신 임대료를 징수하고 있고 가격은 국가계획에 따라 유통되는 상품의 경우에는 국정가격으로 판매하나 비계획상품의 경우에는 합의가격 형식으로 판매한다.
개인명의 상점운영은 아직 불허하고 있으나 일부 자금력이 있는 개인은 기관, 기업소 명의를 이용하여 실질적으로 직접 운영하는 사례가 있는 것으로 파악되고 있다.

###### 편의서비스업 부문 개혁 과정
식당 운영과 관련해서도 국영식당과 합의제식당으로 이원화되어 있는데 국영식당은 국가가 합의제식당은 기관, 기업소가 경영하는 것이 원칙이나 개인도 수익금 제공 조건하에 국영식당을 인수하여 운영하고 있다.
식당 내 음식가격에 있어서는 국가가 정한 기본메뉴는 국정가격으로 식당의 자체개발메뉴는 합의가격으로 판매되고 있기도 하다.
국가는 식당 운영 수익의 일정액을 국가납부금 명목으로 회수하고있는데 식당은 고객유치를 위해 가격을 탄력적으로 조정하는 등 수익위주의 경영이 확산되고 있는 실정이다.
평양 제1백화점은 합영, 합작 가공무역상품의 가격을 백화점 측과 생산자 측이 협의 결정하는 합의가격제를 채택하고 있는 것으로 알려지고 있고 기타 서비스 부문에서는 위락업 등 서비스 업종의 개인운영을 허용하고 있다.
즉, 자금력을 갖춘 주민이 기관, 기업소로부터 맥주집, 가라오케, 목욕탕, PC방 등을 임대하여 운영하거나 신규 개업하는 현상이 발생하고 있다.

###### 가내작업반 및 가내편의서비스업 개혁 과정
8․3 인민소비품의 생산과 처리에 관한 지도는 중앙의 경제관리기구가 아니라 도, 시, 군 행정경제위원회와 해당 기관, 기업소가 하게 되어 있으며 비록 중앙공업에서 생산되는 8․3 인민소비품이라 할지라도 지방행정기관이 관리 감독하도록 되어 있다.
생산조직은 생활필수품과 식료품 생산을 늘리고 서비스업을 발전시키기 위하여 조직하는 노동조직으로 기관과 기업소 및 협동단체와 노동자구와 동의 인민반에서 조직한다고 되어 있다.
생산을 하고 싶은 단위는 도, 시, 군 행정경제위원회와 해당 기관, 기업소가 할아버지와 할머니 혹은 주부로 하여금 가내생산협동조합과 가내작업반과 부업반 및 가내편의서비스업을 조직해서 해결할 수 있도록 되어 있다.
실제로 조선민주주의인민공화국은 동이나 혹은 노동자구 주민이 가내작업반을 직접 조직하여 가내작업반장이 되어 8.3 제품을 생산하여 돈주가 되고 특히 8.3 직매점에서 가격제정권이 독자적으로 가내작업반이나 기업소에게 부여가 되어 있으며 특히 합의가격에 판매가 가능하도록 규정하고 있다.
2004년 사회주의상업법에 의하면 중앙상업지도기관과 지방정권기관은 주민지역의 특성과 주민의 수요에 맞게 전문, 종합서비스망을 합리적으로 배치하며 서비스업종을 실정에 맞게 정해주어야 한다고 되어 있으며 상점, 식당, 서비스업소를 운영하려는 해당 기관과 기업소 및 협동 단체는 해당 상업지도기관의 영업허가를 받아야 하며 영업활동을 정해진 질서대로 하여야 한다고 수록이 되어 있다.
편의서비스기관과 기업소 및 협동조합은 편의서비스 가내작업반과 가내편의서비스직원을 널리 운영하여야 한다고 되어 있으며 편의서비스 가내작업반과 가내편의서비스직원의 조직과 배치는 상업지도기관이 하게 되어 있다고 밝힌바 실질적으로 사적기업설립권이 인정이 되었다.
그리고 국가계획기관과 무역기관, 해당 기관은 편의서비스용 자재와 부속품을 계획에 맞물려 보장하고 상업지도기관은 편의서비스용 자재, 부속품을 정상적으로 공급하여야 한다고 되어 있어 현재 가내작업반이 서로 무역을 하며 자재를 공급받을 수 있도록 법적으로 허용이 되어 있으며 이를 무역기관과 함께 거래를 보장받을 수 있도록 하였다.
가내수공업자에는 세 부류가 있으며 기업에 8.3 노동자로 등록한 자, 가내작업반에 등록한 자, 무등록자가 있으며 여기서 가내작업반에 등록하고 사적활동을 하는 경우가 적은 납부금으로 자유를 얻을 수 있어 가장 인기가 높다.
조선민주주의인민공화국 여성에게는 협동조합이나 가내작업반에 소속되는 것이 자유를 얻는 최상의 대안으로 된다.
만약 몰래 가내수공업 생산을 한다면 작업자 고용이 많아야 7 - 8명밖에 안되겠지만 공장 가내작업반의 명의를 활용한다면 상황이 달라지며 실제로 개인이 식료 가공품 생산 시설과 인력을 운영하더라도 식료품 공장의 가내작업반 명의만 있다면 10명 이상을 고용할 수도 있다.
3 - 5명이 단체로 할 경우에는 자체적으로 가내작업반이라는 명칭을 만들어 동사무소에 신청하여 허가를 받는 등 별도의 가내작업반을 만들어 생필품을 제조하여 판매하고 있다.
이들은 개인적으로 물건을 제조, 판매하는 대가로 당국에 이윤의 3 - 10%를 세금으로 납부해야 하며 별도의 가내작업반을 결성하는 이유는 법적, 행정적 문제 발생시 당국이 간섭을 하지 못하게 하려함은 물론 문제 처리도 용이하기 때문이다.
물건 제조시 제조 설비는 주로 인근의 공장기업소에서 구입한 설비를 사용하고 있으며 필요 원자재는 중국 수입품과 자체 조달품을 반반씩 섞어 활용하고 있다.

#### 2006년 역변 및 반개혁 조치 실행 및 화폐개혁 실시
2006년 조선민주주의인민공화국은 만 17세 이상 성인 남성의 장사를 일체 금지하고 사유지에 고율의 토지 사용료를 부과하기 시작했고 2007년에는 만 40세 미만 성인여성의 장사를 금지하고, 시장 거래 품목도 통제하기 시작했으며, 개인 사업을 대대적으로 단속하기 시작했다.
2008년 김정일이 6.18 담화를 통해 시장을 자본주의 요소의 본거지로 규정한 이후 종합시장에 대한 억압은 더욱 기승을 부리게 되는데, 2009년 들어 상설 시장을 10일 농민시장으로 환원하였으며 사유지 역시 2009년 협동농장에 강제 귀속된 것으로 알려지고 있다.
2006년 이후 반개혁조치는 7.1 경제개혁조치에서 허용한 소규모의 개인 사업과 뙈기밭을 다시 불법화한 것 종합시장에 대한 단속, 그리고 이 모두와 밀접히 연결된 돈주에 대한 공격 등이 대중을 이룬다.
개인사업에 대한 단속은 돈주의 사적 고용 행위가 확산된 것, 돈주가 기관, 기업소의 명의를 빌려 국영상점, 국영 기업, 협동농장에 자본을 투자하거나 이를 통해 경영권을 장악하는 현상이 확산된 것에 대한 대응조치였다.
하지만 김정일은 계획지표 축소, 생산재 시장 합법화, 기업의 현금 보유나 현금을 통한 자재 조달, 그리고 계획 외 생산 합법화 등 7.1 경제개혁조치의 근간은 건드리지 않았다.
2007년에 번수입 지표를 폐지하고 사회순소득 지표를 도입했는 데, 이는 기업이 번수입에 따라 임금이나 자체기금을 조정할 수 있는 권한을 축소했다.
그러나 사회 순소득 지표에도 계획 외 수입이 반영된다는 점에서 계획지표 축소와 기업 운영의 자율성 확대라는 7.1 조치의 근간은 그대로 활용이 되었다,
다만 농민시장으로의 판매는 금지가 되었고 대신 국영상점으로의 시장가격 판매가 이루어져 5%의 국가납부금을 제외한 나머지 수익을 얻을 수 있도록 김정일이 특별명령을 내렸으며 특히 기업소들도 특히 종합시장에서 국영상점으로의 유턴으로 이어졌다.

#### 2010년~2012년 시장경제의 암묵적 허용[51]
조선민주주의인민공화국 노동당 조직지도부가 지난달 26일 주민들에 대한 식량 공급을 포기하는 내용의 지시문을 사상 처음으로 전국에 하달했다고 대북지원단체 좋은 벗들이 6월 14일 밝혔으며 현재 조선민주주의인민공화국의 식량 사정에 관하여라는 제목의 이 지시문에는 당분간 국가 차원의 식량 해결이 어렵기 때문에 로동당, 내각, 국가 보위부 등이 부문별로 자력 갱생하라는 내용이 담겨 있다.
이 지시문은 지난 몇 년간, 특히 지난해 말 화폐개혁 이후 급진적으로 추진하던 사회주의 경제체제 복원 시도의 실패를 시인하였고 시장 경제를 전면 재허용했다.
조선민주주의인민공화국이 종합시장을 폐쇄하고 시장경제를 강력히 통제하려던 기존의 방침을 철회하고 시장경제를 전면적으로 허용하는 것으로 입장을 완전히 바꾼 것이다.
조선민주주의인민공화국은 올 1월 시장을 폐쇄했지만 화폐개혁 이후 사회가 큰 혼란에 빠지자 한 달도 안돼 암묵적으로 허용했었다.
하지만 이번 지시문에서 지금까지 종합시장을 옥죄던 모든 규제를 과감하게 철폐했으며 장사도 24시간 허용되며 금지 품목 제한도 없어졌으며 2007년부터 강력하게 통제해 온 종합시장 나이 제한도 함께 풀렸다.
작년에 가장 먼저 폐쇄됐던 평성 도매시장에는 모든 규제를 취소하고 장사를 풀라는 지시가 이미 하달됐고 함경북도 회령에서는 시당 책임비서가 직접 나서 그동안 축소시켰던 종합시장 용지를 다시 확장하고 있다.
시장경제 활성화를 위해 올 1월 통폐합했던 무역회사들을 다시 살리기 위한 다양한 조치도 강구됐으며 주된 내용은 개인의 무역 거래를 재허용하며 무역 수익금의 일부를 개인이 합법적으로 갖는 것을 보장한다.
이 역시 불과 반년 전만 해도 개인의 무역 거래를 형사처벌하던 것에서 완전히 바뀐 것이고 중국에서 수입을 증대해 종합시장 가격을 안정화하기 위한 조치를 추진을 하게 되어 2012년까지 추진을 하였다.

#### 김정은 집권 이후의 경제개혁조치

##### 기관 - 기업소 개혁 과정

###### 기업소 계획 과정
기업소에 하달되는 지표는 중앙지표, 성 및 관리국 지표 등으로 구성되어 있었는데, 새로운 법 체계에서는 중앙지표의 수를 30%로 줄이고, 성 및 관리국 지표를 폐지하였으며, 기업소 지표인 액상지표를 도입하였다.
관련 법규는 계획지표를 중앙지표, 지방지표, 기업소지표로 구분한 인민경제계획법 제13조와 기업에 계획권을 부여하여 계획 수립 과정에서부터 기업의 권한을 확대한 기업소법 제31조이다.
국가계획위원회에서 계획화하는 지표는 전략지표와 중요지표인 중앙지표와 전략지표는 전력, 석탄, 지하자원과 강철, 시멘트와 곡물 등 36개 지표이며, 국가적인 중요지표는 17만 개 지표중 1,100개이다.
전략지표와 중요지표를 제외한 지표는 기업소 지표인 액상지표인데, 기업소 지표는 지표 수로 전체 지표의 70%에 해당한다.
생산에 필요한 원료와 자재를 중앙지표는 국가계획위원회에서, 지방지표는 지방인민위원회에서 책임지고 공급하는 것을 원칙으로 해야 하면서도 기업이 계획 수행 과정에서 필요한 원료와 자재를 충분히 공급받지 못하였을 때에는 계획을 완수하지 못한 것에 대해서 기업이 책임지지 않는다.
계획 수행 평가에서도 국가가 공급하지 못한 원료, 자재에 대해서는 그 공급 정도에 따라 평가한다는 것이다.

###### 가격 결정권 및 시장 판매 조치 허용
확대된 가격 제정권에 의해서 국영 기업은 국가가 원료, 자재를 공급해주지 못하여 기업이 자체적으로 원료, 원천을 찾아 생산한 모든 제품에 대해 독자적인 가격 제정권을 갖는다고 한다.
즉, 기업소 지표로 생산한 제품만 아니라 국가 계획 위원회와 도 – 시 – 군 인민위원회에서 시달하는 지표라도 국가 등이 원료, 자재를 제대로 공급하지 못하여 기업이 자체적으로 원료, 자재를 구입하여 생산한 제품, 그리고 수요자와 주문 계약하여 생산한 제품 등 기업소 지표 가격 제정 표준 세칙에 규정한 모든 상품에 대해서 가격을 제정할 수 있게 하였다.
그리고 2014년에 기업이 가격을 제정할 수 있는 상품의 범위를 확대한 것으로 보이는데, 여기에는 대학에서 첨단 기술 제품을 수요자와 계약에 따라 생산하여 내화, 외화로 판매하는 제품의 가격과 주문 계약으로 생산한 제품 가운데 외화로 원가를 보상하여야 할 제품의 외화 가격 등이 포함되었다.
기업은 다음과 같은 상품은 계획에 정한 것과 상관없이 자체적으로 판매할 수 있게 되었음을 알수가 있으며 결국 현물 계획에 의해 생산한 제품 중 공급처가 확정된 계획분을 제외한 거의 모든 제품을 기업이 자체적으로 판매할 수 있게 되었다고 볼 수 있다는 것이다.
생산 수단의 경우 주문 계약에 따른 판매와 함께 사회주의 물자 교류 시장을 통하여 판매하도록 하고 있으며 기업이 판매권을 가지는 소비품, 생활 필수품, 소농기구 등은 도매 기관과 소매 기관 등 국영 유통망뿐만 아니라 종합시장, 직매점 등과 직접 계약하고 판매할 수 있도록 하였다.
그런데 사회주의 물자 교류 시장 운영 세칙에 따라 도 – 시 – 군에 실제로 사회주의 물자 교류 시장을 설치하여 운영하게 되었으며, 현금 거래도 가능하게 되었음을 알수가 있고 특히 소비재를 생산하는 기업은 2012년 11월의 상업성 지시에 의해 시장에 기업의 매대를 설치하고, 생산한 제품을 직접 판매 할 수 있다.
공장기업소는 자기가 위치한 지역 시장에 실정에 맞게 매대를 전개하며, 평양, 함흥, 청진시에서 시안의 다른 구역 시장들에도 실정에 맞게 공장, 기업소 매대를 설치할 수 있도록 하였다.

###### 자금 조달권 및 국가 예산 납부권
2011년에 개정된 국가 예산 수입법에서 국가 예산 수입 항목의 기본 골격이 2001년 이전과 거의 유사하게 변경되었으며 7.1 경제개혁조치 이후에 합쳐졌던 법인세와 부가가치세가 다시 분리 되었고, 주민들의 시장 사용료를 주요 원천으로 하는 기타 개인 소득 납부금이 새롭게 추가되었다.
국가 예산 수입법의 개정 내용이 발표될 당시에는 이전 제도로의 회귀 정도로 받아 들여졌으며 그러나 2014년 이후 예산 관련 법제의 개정 내용이 알려지면서, 실제 내용 면에서 2001년 이전 제도와는 완전히 구분되는 제도 변화라는 사실이 밝혀지게 되었다.
현재 조선민주주의인민공화국의 국가 예산 납부율은 부가가치세는 10% 규모이고 계획분까지 합하면 40%의 비율로 납부를 하고 있으며 법인세는 30% 비율로 납부를 하고 있다.
대부분 70%의 매출액을 국가로부터 납부하고 남은 30%의 자금을 자체 충당할 수 있는 기준을 마련을 하고 있음을 알수가 잇고 특히 감가 상각금은 국가 투자를 제외한 나머지 납부를 하지 않도록 규정하고 있다.
2014년 9월에 기업체 주민 유휴 화폐 동원 이용 세칙을 제정하여, 기업이 공식적으로 돈주들이 가지고 있는 화폐를 조달할 수 있도록 합법화를 하였고 특히 경상운영을 위한 자금을 확보하는 것에 대한 규정이다.
현재 이 방식으로 투자 받은 기업소들이 상당히 많으며 특히 아리랑 정보 기술 교류사나 그러한 일부 계획형 기업에도 투자를 받았으며 특히 은행에 자금을 예치함으로써 은행이 기업에게 넘겨줌으로 특히 영향력을 크게 감소할 수 있는 기반을 담은 규정으로 알려져 있으며 특히 위험 요소도 크게 감소할 수 있는 투자 방식으로 알려져 있다.
차후 채무 상환 불응시 현금 계좌 선 압류 및 현금 수입이 들어오는 즉시 입금되는 조치로 인한 강제 집행을 통한 사전에 예방할 수 있도록 하는 안전 조항들도 수록이 되어 있다.
사실상 제조업에 가까운 누가 봐도 불법적인 수공업 생산도 공공기관이나 더욱 상위기관의 명의를 빌린다면 불가능한 일도 아니며 일반적인 식료 가공품이나 의류 등이 아닌 아예 소형 용광로를 설치해 알루미늄 잉곳을 만드는 것도 인민보안성의 명의를 빌린다면 별다른 제재 없이 할 수 있다.
수공업자가 알루미늄 잉곳을 처음부터 만든 것은 아니지만 장사꾼 사이에 거래를 중개하며 돈을 벌다가 주변 사람과 알루미늄 잉곳을 만들자고 하여 생산을 시작하였다고 한다.
소규모로 만들기 시작하여 확대 재생산을 하며 상당한 규모의 알루미늄 잉곳을 생산하였고 해주 제련소에서 알루미늄 원석을 가져와 다리 밑에 설치하여 소형 용광로에서 알루미늄 잉곳을 만들었다.
알루미늄은 녹는점이 철보다 낮은 700도에서 녹으며 이러하게 만든 알루미늄 잉곳은 중국에 수출하며 이런 알루미늄 잉곳의 생산과 해외 판매할 수 있는 것은 물론 개인 명의가 아닌 인민보안성의 수출품 생산 기지 명의로 운영하기 때문에 가능한 일이었다.

###### 소득 분배권 및 현금 유통 확대권
종래에는 임금을 엄격한 기준에 의해서 지급하고, 기업이 자금이 있어도 매우 제한적인 조건하에서만 상금이나 장려금을 줄 수 있었으며. 그러나 확대된 재정관리권하에서 내부 시행세칙에 따라 기업이 자체적으로 노동자에게 임금, 상금이나 장려금을 지급할 수 있도록 하였다.
특히 현금 계좌에 해당된 현금이 있으면 제한 없이 지불할 수 있도록 변경하였으며 특이한 점은 2015년 교육자료에 의하면 국가가 부문별 최저노동보수 목표를 제시하고, 기업들에는이 최저 기준보다 높은 노동보수지급 목표를 제시하고, 이행하도록 노력할 것을 요구하고 있다는 점이다.
부문별 월 최저노동임금 목표는 석탄 공업 18만 5,000원, 전력 공업 14만 8,000원, 금속 공업 16만 1,000원, 화학 공업 15만 5,000원, 수산부문 10만 5,000원, 체신 및 경공업 부문 9만 7,000원 등이다.
실질적으로 김영환 준비하는 미래 대표의 발언을 통하여 실질적으로 서비스 업종에 대하여서는 100달러의 월급을 지급하고 일반 공업인에 한하여 150달러의 월급을 지급하는 사례가 늘고 있으며 특히 석탄 공업 무기능 직장인에게는 280달러의 월급을 지급하고 기능 직장인에게는 560달러의 월급이 지급되는 사례가 늘고 있다.
우선, 종래에는 화폐 유통법 시행 규칙에 기업이 생산과 경영활동에 필요한 현금을 이용하는 경우 월 2만원을 초과할 수 없다고 규정하고 있었으나 중앙은행 지시의일부 내용을 수정 보충하면서 ‘물자 구입 자금 지출과 관련하여 기업소가 현금계좌를 가지고 있는 경우 그 범위에서 신청한 금액만큼 지불할 수 있다고 수정하였다.
기업은 은행에 하나의 기본 계좌를 개설하고, 이 기본 계좌를 통하여 기업경영과 관련된 수입과 지출 업무를 처리하도록 하였으며 이 기본계좌는 원칙적으로 국가계획 수행과 관련된 현금과 무현금만을 취급하도록 되어 있으며, 따라서 국가계획과 직접적으로 연결되지 않는 자재의 구입, 상품의 판매 등과 관련된 현금은 기본계좌를 사용할 수 없도록 되어 있다.
이에 따라 8.3 작업반이나 기업소 제품의 시장 판매 등으로 벌어들인 돈은 은행 밖에서만 유통될 수밖에 없으며, 이러한 거래는 기본적으로 불법적인 거래가 된다.
현금 계좌 제도는 기업의 현금거래를 기본적으로 인정하고, 기본 계좌에서 처리하기 어려운 다양한 현금거래를 가능하도록 함으로 기업의 화폐경제활동을 촉진하기 위한 제도이다.
이에 따라 기업은 기본계좌 외에 생산과 경영활동 과정에서 이루어지는 내화 현금과 외화를 거래 은행에 입금하고, 이용할 수 있는 보조 계좌로서 현금 계좌와 외화 계좌를 요구에 따라 개설할 수 있게 되었다.

###### 생산 조직권 및 고정 자산 매각권
생산 조직권은 노동자를 줄이거나 늘리며, 노동자를 새로 받아들이거나 내보내는 권한을 의미하는데, 시장경제에서의 통상적인 고용과 해고의 권한과는 내용이 다르다.
북한 국영기업에서 노동자를 내보내는 것은 해고하는 것이 아니라 이 노동자를 받을 의사가 있는 다른 국영기업에 노동자를 보내는 것을 의미한다고 한다.
이런 점에서 기업에 생산 조직권을 부여하였다는 것은 개별적인 노력이 불필요하거나 남을 때에 기업 상호간에 합의하여 노력을 내보내거나 받아들이는 조절 사업을 할 수 있도록 하였다.
이전에도 기업 사이에 노동자를 주고받는 것은 가능하였지만 다만 노동행정기관의 승인을 받는 등 절차가 매우 복잡하였는데 이제 노동자를 주고받는 기업 간에 합의만 이루어지면 노동행정기관이 생산 파견장을 발급해 주도록 제도를 간소화하였다.
기업이 매각하거나 임대할 수 있는 고정자산은 기업의 모든 고정자산이 아니라 기업의 자체자금으로 설치된 고정자산에 한정된 것으로 국가자금으로 설치된 고정자산의 경우 그 처분권은 국가에 있다.
생산을 위한 자재나 생산된 제품 등 유동자산뿐만 아니라 설비와 같은 고정자산에 대해서도 투자 재원에 따라서 재산권에 일정한 차이를 두는 것이다.

##### 서비스 부문 개혁 과정

###### 운수 부문 과정
시외버스나 택시의 같은 경우 도나 시, 군 인민위원회 운수 사업부의 형태로 시외버스 회사를 운영하는 것이며 자신이 축적한 자금이나 사금융을 통하여 조달한 자금으로 중국 등으로부터 버스를 확보한 개인이 버스와 함께 이 운수 사업부 등에 소속되어 형식적으로 국가 기관에 의하여 공급된다.
하지만 실제 투자와 운영은 개인이 담당하는 서비스 공급이 이루어지는 것이며 국가 기관이 제도적 안전장치를 제공하고, 자금력과 운영 능력을 갖춘 개인이 이 제도적 안전장치를 활용하여 투자하고 운영하는 이 방식은 현재로써는 상당히 안정적이다.
국가는 이러한 형태를 통하여 재정자금을 투자하지 않고도 철도 서비스의 약화를 보완할 수 있는 시외버스 시스템을 구축할 수 있을 뿐만 아니라 운수 서비스로부터 발생하는 수익의 일부를 획득할 수 있다.
투자와 운영을 담당하는 개인의 입장에서는 서비스 공급 결과 발생한 수입의 일부를 배분하지만 투자 자산의 몰수나 형사적 징벌의 위험을 줄인 채 합법적으로 영업활동을 할 수 있게 된다.
택시도 시외버스와 유사한 형태의 공급 구조를 갖추고 있으며 개인이 영업 가능한 차량을 가지고 시 인민위원회나 기업소 소속으로 등록하는 형태를 취하고 있다.
시 인민위원회 운수사업소 등과 같은 수송 전문 회사의 형태를 취하는 경우도 있지만 이보다는 개별 기업, 기관에 등록된 차량의 형태를 취하는 경우가 더 많은 것이다.
시외버스와 다른 점은 공식적인 택시가 아닌 승용차의 경우 단거리 수송 서비스를 공급하기 위하여 개인이 차량을 공급하는 형태도 있지만 기관의 자금으로 승용차를 구입하여 기관 차량으로 등록하고 사실상 개인 차량으로 사용하는 경우도 있는 것이다.

###### 상점 부문 및 식당 부문 과정
운수부문과 유사하게 국영기업이나 기관이 운영하는 공식적인 상점 혹은 식당으로 유지됨으로써 매점 매석과 같은 자본주의적 행태를 어느 정도 방지할 수 있고, 개인에게 지나치게 많은 자본이 축적되는 것도 방지할 수 있다는 점 등도 국가가 최소한 방치하는 이유의 하나가 되는 것이다.
개인이 운영하는 외화상점의 경우 상점의 인테리어나 물품의 구비 등을 위해서 수만 달러는 소요된다고 하며 한편 개별 상점 중에는 국가 재정이 투입되는 경우도 최근 늘어나고 있다.
국가가 아닌 기업이나 기관 단위에서 소규모 상점을 설치하고 여기에 개인이 판매를 하도록 함으로 일종의 매대 사용료를 받는 방식도 늘어나고 있으며 국가는 경공업 직장 등에 독자적인 매대를 운영할 수 있는 권한을 부여하는데 이들 경공업 직장에서 매대를 직접 설치하여 개인에게 사용권을 부여하기도 하고, 처음부터 개인이 매대를 설치하도록 하고 사용권을 받는 경우도 있다.

###### 가내작업반 및 가내편의서비스 부문 과정
중앙상업지도기관과 지방정권기관은 주민지역의 특성과 주민의 수요에 맞게 전문, 종합서비스망을 합리적으로 배치하며 서비스 업종을 실정에 맞게 정해주어야 한다고 되어 있으며 상점, 식당, 서비스업소를 운영하려는 해당 기관과 기업소 및 협동 단체는 해당 상업지도기관의 영업허가를 받아야 하며 영업활동을 정해진 질서대로 하여야 한다고 수록이 되어 있다.
지방정권기관과 편의봉사기관과 기업소 및 협동 단체는 편의서비스 가내작업반과 가내편의서비스직원을 널리 운영하여야 한다고 되어 있으며 편의서비스 가내작업반과 가내편의서비스직원의 조직과 배치는 상업지도기관이 하게 되어 있다.
국가계획기관과 무역기관, 해당 기관은 편의서비스용 자재와 부속품을 계획에 맞물려 보장하고 상업지도기관은 편의서비스용 자재, 부속품을 정상적으로 공급하여야 한다고 되어 있어 현재 가내작업반이 서로 무역을 하며 자재를 공급받을 수 있도록 법적으로 허용이 되어 있다.
편의서비스업소 소속의 서비스 공급자는 사업소를 통해 국가로부터 액상계획을 하달받으며 노동자는 통상 월 수만 원의 수입을 계획이라는 명목으로 사업소를 통하여 국가에 납부하면 기본적인 책무가 완료된다.
편의서비스업소에 소속되어 있고, 이 사업소에 부과되는 각종 의무를 져야 한다는 점과 그리고 형식적으로 월급을 받는다는 점 등 노동자로서의 성격이 어느 정도 남아있지만 계획수행분과 서비스 공급을 위한 비용을 제외한 잔여 수입금을 개인이 가진다는 점은 개인 사업가의 성격도 강하게 지니게 되었다.
편의서비스업소에서 공급되는 서비스가 시장 서비스로 바뀐 것은 서비스를 공급하는 노동자의 성격 변화를 통하여 이루어진다.
자동차나 오토바이 등은 편의서비스업소의 형태가 아니라 독자적인 수리사업소의 형태로 운영되고 있는데, 운영되는 방식은 편의서비스업소와 대동소이하고 자동차 수리 등의 경우에는 상대적으로 비용이 많이 들고, 기술이나 부품 조달 능력 등이 차이가 크기 때문에 대도시 등에서 주로 이루어지는 것이다.
가내수공업자에는 세 부류가 있으며 기업에 8.3 노동자로 등록한 자, 가내작업반에 등록한 자, 무등록자가 있으며 여기서 가내작업반에 등록하고 사적활동을 하는 경우가 적은 납부금으로 자유를 얻을 수 있어 가장 인기가 높다.
조선민주주의인민공화국 여성에게는 협동조합이나 가내작업반에 소속되는 것이 자유를 얻는 최상의 대안으로 된다.
만약 몰래 가내수공업 생산을 한다면 작업자 고용이 많아야 7 - 8명밖에 안되겠지만 공장 가내작업반의 명의를 활용한다면 상황이 달라지며 실제로 개인이 식료 가공품 생산 시설과 인력을 운영하더라도 식료품 공장의 가내작업반 명의만 있다면 10명 이상을 고용할 수도 있다.
3 - 5명이 단체로 할 경우에는 자체적으로 가내작업반이라는 명칭을 만들어 동사무소에 신청하여 허가를 받는 등 별도의 가내작업반을 만들어 생필품을 제조하여 판매하고 있다.
이들은 개인적으로 물건을 제조, 판매하는 대가로 당국에 이윤의 3 - 10%를 세금으로 납부해야 하며 별도의 가내작업반을 결성하는 이유는 법적, 행정적 문제 발생시 당국이 간섭을 하지 못하게 하려함은 물론 문제 처리도 용이하기 때문이다.
물건 제조시 제조 설비는 주로 인근의 공장기업소에서 구입한 설비를 사용하고 있으며 필요 원자재는 중국 수입품과 자체 조달품을 반반씩 섞어 활용하고 있다.

##### 농업 부문 개혁 과정
전국적으로 강서군과 숙천군을 제외한 전역에 포전 담당 책임제가 실행이 되었음을 알수가 있었고 이때 경작지의 15% 규모를 협동 농장의 농민들에게 연도마다 1,000평씩 임대하여 농사를 지은 수확물을 30%는 현물로 30%는 수매로 40%는 세금으로 거두고 있다.
평안북도에서 3,000평의 농지를 임대받아서 10톤의 수확물을 내고 3.5톤의 현물을 배분을 받았으며 협동농장 분배 몫까지 4톤을 마련할 수 있었다.
현재 북한이 경작하는 협동농장 농지는 전체 경지 면적의 약 85%가량 되고 포전 담당 책임제 농지는 약 15%로 추산되고 있음을 밝히고 있고 소토지 면적은 통계에 잡히지 않는다.
대략 6 - 4 규모로 분배를 하고 있으나 실제로는 7 - 3규모가 우세하다고 밝히고 있음을 알수가 있으며 현재는 돈주들에게도 투자를 받고 협동농장에서 임대를 하여 노동력을 고용하고 농장에 바치는 식량을 제외한 나머지 식량을 차지하는 방식으로 상당한 이익을 얻고있다고 밝히고 있다.
조선민주주의인민공화국의 평안남도의 내륙 산간 지역 농장에서 노동력 부족으로 묵혀두고 있는 토지의 사용권을 판매하는 현상이 나타나고 있는 것으로 전해졌음을 알수가 있었고 농장 측이 일정 금액의 돈을 받고 사장되고 있는 땅을 빌려주고 있다.
올해부터 일부 협동농장에서 실시하는 포전 담당 책임제는 토지 임대료를 수매가의 4배로 받는 대신 수확량의 30%만 당국에 바치도록 하는 것이며 협동농장 농민은 수확량의 70%를 농민이 가져갈 수 있다.
그리고 평당 북한 원화 2,000원을 선불로 내기 때문에 1,000평 단위로 계산을 하면 200만 원의 임대비가 든다고 밝히고 있고 특히 250달러의 외화가 필요함을 알수가 있다.
소식통은 또 가을에 곡물 분배율은 포전 등급에 따라 달라 1등급에서 3등급까지는 농민 60%, 농장 40%의 비율로 나눠 갖게 되고 영농자금을 모두 농민이 조달해야 되기 때문에 농민에 돌아가는 몫이 그리 큰 것은 아니다.
소식통은 그러면서 조선로동당에서 분조관리제를 융통성 있게 실시해 곡물 수확량을 늘리도록 농장 간부들이 자율적으로 포전 담당 책임제를 실행토록 허용했지만 이에 따른 부작용은 고려하지 않은 것 같다면서 돈 있고 배 있는 농민들에게 농경지가 집중 임대되면서 대부분의 가난한 농민들은 더 가난에 빠지게 되었다고 지적했다.

##### 금융 부문 개혁 과정

###### 현금 계좌 및 외화 계좌 개혁 과정
현금계좌는 특히 기업소들이 입금한 현금범위에서 큰 제한없이 인출할 수 있고 다른 기업소에 물품 대금을 송금할 수도 있으며 특히 기업소가 시장에서 물자를 구입한 후 현금으로 대금을 지급할 필요가 있을 때 기존에는 현금인출한도가 극히 제약되어 있었으나 2014년경부터는 대금 지급사유가 타당할 경우 신청금액 전부를 이용할 수 있는 것으로 완화되었다.
현금계좌의 개설절차도 2013년에는 예산소속에 따라 담당 상위 은행을 거쳐 중앙은행의 승인을 받아야 했던 것이 2014년부터는 기본 계좌가 개설된 해당 은행 지점의 자체 결정만으로 개설이 가능하도록 완화하는 등 단계적으로 제도 내용의 수정 및 개선이 이루어지고 있다.
현금계좌를 개설한 기업소는 경영과정에서 발생한 모든 현금을 화폐유통법시행세칙에서 정한 수입금 항목에 따라 현금계좌에 입금한다.
외화계좌의 외화를 사용할 상당한 이유가 있는 경우에는 협동환율을 사용하여 내화 현금으로 교환할 수 있으며 다만 외화계좌의 경우 외화 현금으로 출금하는 것이 아니라 송금에 의한 결제를 원칙으로 하고 현금으로 출금하는 경우 그 용도를 특정한 경우로 엄격히 제한하고 있으며 시장 환율에 근접한 협동 환율을 적용하여 내화현금과 교환은 허용하고 있다.

###### 지방 상업 은행 개혁 과정
조선민주주의인민공화국의 지방에는 국영인 조선중앙은행 지점들이 설치돼 있으며 보통 중앙은행 도 은행이나 중앙은행 도지점으로 불린다.
실제로 로동신문이 전한 전국재정은행 일꾼대회 토론자 중에는 중앙은행 함경남도 정평 지점 과장 중앙은행 평양시 대성지점 지배인 등 중앙은행 지점 간부들이 포함돼 있었다.
기사에 인용된 함경북도 은행은 중앙은행 지점이 아니라 새로운 지방상업은행 조직으로 추정되고 있으며 특히 함경북도 은행 총재라는 직함은 상당한 독립성을 인정받는 자리임을 시사해 주목된다.
최근 우리 정부도 북한에 새로운 지방상업은행이 설립된 사실을 파악하고 배경을 분석 중인 것으로 알려졌다.
지방 상업 은행에 돈을 넣으면 10% 정도 이자를 준다며 1년 마다 이자를 받을 수 있는데 이게 소문이 좋게 나고 있다고 전했고 조선민주주의인민공화국의 예금금리는 연 5%대로 알려져 있다.
지금 같이 시장이나 어디나 장사가 안 되는 분위기에서 10% 이자를 보장해 준다는 이야기가 돌자 몇몇 돈주는 수만 달러 정도를 은행에 돈을 바치기도 했다면서 지난해 돈을 넣은 사람이 올해 은행으로부터 이자를 확실히 보장받았다는 이야기에 큰돈을 맡긴 것이라고 말했다.
조선민주주의인민공화국도 관련 시스템 개선에도 적극적이며 우선 중앙은행법과 상업은행법을 2015년 7월 개정해 은행의 역할 확대하기 위한 제도적 장치를 마련하는 것으로 알려졌다.
이는 사회주의 시장화로 인해 시중에 늘어난 유휴자금을 관리하고 사금융에 집중된 주민들을 공금융으로 편입시키기 위한 시도로 볼 수 있다.

###### 자금 대차 계약 개혁 과정
은행을 통한 주민 자금대차계약은 조선민주주의인민공화국이 이러한 상황을 타개하기 위해서 내놓은 일종의 타협책인 것이고 은행도 기업소와 마찬가지로 국유기관이지만 은행은 유휴화폐자금을 동원하기 위해 존재하는 기관이므로 주민이 소유한 자금을 흡수하는 데에 문제가 없다.
우선 돈주와 기업소는 자금대차계약을 맺고 은행은 이 과정에 제도를 준수하여 이루어졌는지 관리 감독하게 되고 계약이 성사되고 나면 자금이 돈주에서 기업소로 넘어가고 우선 돈주는 기업소에 대부해줄 자금을 은행에 예치하며 은행은 은행 소유가 된 자금을 기업소에 넘겨준다.
이러하게 되면 조선민주주의인민공화국으로 사유재산이 국유기업으로 이전되는 데 대한 정치적 부담이 상당히 완화되고 또한 개별 기업소는 모두 은행에 계좌를 갖고 있기 때문에 기업소가 돈주에게 자금을 반환하지 못하는 경우에 기업소 소유 자금을 압류 및 추심할 수도 있다.

##### 무역 부문의 개혁 과정

###### 무역 허가의 취득 과정[88]
북한에서 개별 경제단위가 대외무역을 하기 위해서는 무역영업허가를 얻어야 하며 종전에는 우선 무역회사를 설립하고 그 다음에 영업허가를 얻었으나 2015년부터는 무역회사를 설립하지 않고도 개별 기관, 기업소, 단체가 무역영업허가를 획득할 수 있게 되었다.
무역영업허가를 취득하기 위해서는 몇 가지 요건이 필요하다. 확실한 수출입 품목이 있어야 하고 해당 분야에서 북한에 투자를 하겠다는 중국 측 무역 파트너의 확약서 또는 계약서가 있어야 한다.
무역단위가 얼마만 한 자금 규모로 어떤 지표를 가지고 어떻게 수출입활동을 해서 어느 정도 수익을 거둘 수 있는지에 대한 경제적 타산서가 있어야 한다.
이러한 것들이 모두 구비된 조건하에서 해당 기관들의 승인을 얻어야 하며 대외경제성, 외무성, 국가안전보위부, 국가계획위원회 등의 단위로부터 합의를 획득한 다음에 김정은에게 보고를 올린다.
그리고 김정은이 비준을 하면 그 시점부터 대외무역 영업허가를 취득한 것으로 된다.

###### 무역 계획의 작성 및 와크의 취득 과정
무역단위는 다음해 무역계획 초안을 작성한 뒤 이를 중앙에 제출하며 중앙기관은 이를 토대로 국가 전체의 무역계획을 작성해 내각의 비준을 받고 무역법 제30조(국가기관의 계획화방법)에는 해당 기관, 기업소, 단체는 예비숫자, 계획숫자를 밝힌 다음년도 무역계획 초안을 국가계획기관에 내야 한다.
국가계획기관은 국가적인 전략지표와 제한지표만 찍어 계획화하고 기타 지표는 수출입 액상으로 계획화하여야 하며 이 경우 내각의 비준을 받는다고 되어 있으며 이처럼 중앙이, 특히 국가계획위원회가 개별 무역단위로부터 제출 받은 무역계획을 취합ㆍ조정해 국가 전체의 무역계획을 작성하는 과정에서 △국가적인 전략지표와 제한지표 △기타 지표로 구분해서 진행하도록 명기되어 있다.
국가적인 전략지표와 제한지표는 국가계획위원회가 현물지표로 계획을 작성하고, 기타 지표는 국가계획위원회가 수출입 액상지표만으로 계획을 작성하며, 나머지는 해당 무역단위가 자율적으로 현물지표로 계획을 작성하도록 한다.
한편 무역계획 검토기준은 △수출품 생산 공장 보유 여부 △수출품 생산공장의 생산 능력 및 실적 △당 및 국가 정책과의 부합 여부 △환경 보호 등이다.
중앙은 해당 무역단위의 계획 달성 실적, 생산 능력 등을 판단의 준거로 삼고 실적에는 액상지표와 현물지표가 모두 포함되며 생산 능력의 경우 각 무역단위가 실제로 신청한 수출계획을 실행할 수 있는지를 검토하기 위해 해당 지표의 담당자들이 각 무역단위의 생산기지를 직접 방문하여 확인하기로 한다.
하지만 이 상태의 문서로는 무역품을 가지고 세관을 통과할 수 없으며 합의단위 또는 경유단위의 승인을 받아야 하고 승인은 해당 기관이 무역품 반출입신고서에 기관의 도장을 찍고 담당자의 친필 사인과 합의 일자를 적는 형식이다.
이 도장은 합의 도장이라고 불리며 어떤 합의단위의 승인을 받아야 하는지는 대외경제성에서 통보해주며 즉 기본적으로 대외경제성의 통제하에 있다.

###### 무역회사 자금 조달 및 수출품 생산기지의 확보
일반 경제 분야의 무역회사와 특수 경제의 무역회사가 해당 기관, 기업소에 원래부터 근무했던 사람이 무역회사를 경영하는 경우보다 외부에서 온 사람 특히 돈주나 기술관료가 경영하는 경우가 더 많고 예를 들어 인민무력부 산하 무역회사의 경우, 군부가 직접 하는 것보다는 돈주를 끌어들어 회사 경영을 맡기는 경우가 더 많다고 밝혔다.
이 돈주나 기술관료는 대개 자신의 재산을 가지고 들어와서 무역회사를 운영하며 때로 국가에게 운영자금을 제공받기도 하고 운영자금이 부족하여 민간 사채업자로부터 대부를 받기도 한다고 밝혔다.
2019년 5월 28일 평안남도의 또 다른 소식통은 28일 미국의 경제제재가 지속되면서 수출에 의한 외화벌이가 어려워진 무역회사들이 경쟁적으로 내수시장에 눈을 돌리고 있다면서 이들은 돈주를 끌어들여 많은 자본을 투자해 자본주의 시장경제 방식으로 운영되는 대형 상점들과 공장을 세워 수익을 올리고 있다고 강조했다.
지금 순천시만 놓고 봐도 군 소속 무역회사가 돈주들을 끌어들여 그들을 각각 지사장으로 임명하고 순천시 강포동 농경지에 부재공장과 샘물공장을 건설하고 있다면서 이 공장들이 완공되면 상점에서 일하는 노동자는 물론 생산공장 노동자들도 자본주의 방식으로 공개 채용하고 노임도 시장경제 방식에 입각해 지급한다는 소식이 번지고 있어 지역 주민들은 시장경제가 인민을 먹여 살릴 것이라 기대하면서 공장 완공을 손꼽아 기다리고 있다고 덧붙였다.
평안북도의 한 소식통은 김정은 정권이 들어선 후에도 주체사상을 목숨으로 사수한다는 선전 선동이 강화되고 있지만 우리나라의 현실은 자본주의식 시장경제로 가고 있는 것이 분명하다면서 조선로동당 소속 무역회사도 서양 피자 가게, 수출 피복 공장, 롤러스케이트장 등 종합 서비스 업소를 건설하고 자본주의식 시장 원리로 운영하고 있다고 밝혔다.
우선 무역 단위가 상부에 바쳐야 하는 자금이 있으며 국내 외화벌이 공장 지배인 출신 한 탈북자의 경험을 보면 원래 소득의 70%를 국가에 정률로 납부하게 되어 있으며 30%는 자체 충당금으로 사용하라는 규정에 있다.
원산의 갈마식료공장은 류경 무역회사가 수산물 수출품을 생산할 수 있도록 공장 일부 시설을 임대하는 대신 임대료를 받아 자체 생산에 필요한 원료와 설비를 보완하고 있다고 소식통은 전했다.
강원도 소식통은 이날 데일리NK와의 통화에서 지방 경공업 공장들에서 무역회사에 생산시설 임대를 주고 자금을 의탁하는 방식으로 공장을 가동하고 있다고 말했으며 소식통은 이날 데일리NK와의 통화에서 지방 경공업 공장들에서 무역 기관에 생산시설 임대를 주고 자금을 의탁하는 방식으로 공장을 가동하고 있다고 말했다.
혜산시 소식통은 양강도 일부 공장기업소들이 무역회사에 생산시설 임대를 주고 비생산 인력은 삼지연 건설장에 내보내고 있으며 무역회사와의 협력으로 어느 정도의 수익이 생기기 때문에 공장 입장에서는 잘 된 일이라고 볼 수 있다.
이어 그는 양강도 소재 백두산들쭉가공공장도 이런 기업소에 속하는데, 다른 기업소들에 비해 비생산 노력 없이 기존 노동자들도 일을 하고 있다며 중앙체계의 자재공급이 원활하지 않았던 때와 다르게 무역회사들은 현지에서 원료 확보를 할 수 있는 능력이 있다.
혜산시 소식통은 혜산시 제지공장과 버섯공장 등 일부 공장들에서 생산시설 임대를 한 것으로 알려졌다며 무역회사와 협력이 없는 기업들은 생산보다는 약초 채취 등으로 수익을 내려고 안간힘을 쓴다고 말했다.

###### 무역 허가권의 임대 및 소득 분배권 과정
무역단위는 정치 위계제 내 지위에 따라 받을 수 있는 와크가 정해지고 정치 위계제 내 상부에 있는 단위는 수익성이 높은 품목을 다량으로 수출입할 수 있는 허가권을 받을 수 있지만, 위계제 내에서 하부에 있을수록 와크는 적어진다.
정치적으로 우위에 있는 단위들은 와크를 많이 받을 수 있으며 동시에 수출입원천확보능력도 갖추고 있으며 때문에 이 단위들은 자신의 수출입원천조달능력에 따라 제의서를 통해 와크를 추가로 확보하여 자체적으로 생산 및 교역을 한다.
위계상 낮은 단계에 있는 단위들은 수출입원천조달과 허가권 확보가 유기적으로 이뤄질 수 없는 구조에 있고 허가권의 임대는 상당히 다양한 경우에 발생할 수 있다.
중국 파트너와 결제 방식이 현금이 아니고 물품일 경우 그 물품을 수입해 와야 하는데, 수입 허가권이 없을 경우 허가권을 임대한다.
무역회사의 사장 및 정치적 위계제 내 상부에 있는 간부들은 와크를 통해 국가에 바쳐야 하는 외화는 최소한으로 하고 대신 허가권이라는 경제활동권리를 가지고 개인적인 장사를 해서 이익을 최대화하였다.
인센티브가 더 많이 주어지는 쪽으로 와크를 활용하게 되는데, 와크 임대가 그 방식이 되는 것이고 허가권이 일종의 사유물처럼 취급되는 현상도 나타난다.
국내 외화벌이 공장 지배인 출신 한 탈북자의 경험에는 원래는 소득의 70%를 납부하게 되어 있다고 하고 나머지 30%는 해당 공장이 자율적으로 처분하는데 주로 공장의 재생산에 쓰라는 것이며 다만 신설 공장에 대해서는 3년간 국가납부 과제를 부여하지 않았다.
과도적 단계로 간주해, 공장 설립 후 3년이 지난 때부터 납부하기 시작하고 무역성 간부 출신 한 탈북자는 관세와 국가납부금을 다 합쳐서 이윤의 17 - 18% 정도가 무역회사의 국가납부금이었다.
한 때는 30%를 넘은 적도 있었는데 무역회사들이 문제 제기를 해서 낮추어준 적도 있고 내각 산하 어느 출판사 소속 소규모 무역회사 사장 출신이 이 경우 일종의 이중 납부했다
설립 직후부터 각종 사회적 과제를 납부해야 하는데 나중에 계산해 보니 17.5% 이상이 되었고 그의 말에 따르면 2013년부터 2015년까지 3년 동안 출판사와 국가에 납부한 것, 사회적 과제와 정책과제로 납부한 것을 다 합치면 대략 7 - 8만 달러 정도 한다.
그런데 중앙 쪽으로 올라간 것이 출판사 쪽으로 나간 것보다 훨씬 많아서 중앙 쪽으로 4 - 5만 달러를 납부했다,

#### 평가

##### 사실상 전세계 공산주의의 붕괴
국가안보전략연구원 임수호 책임연구위원은 이에 따라 조선민주주의인민공화국은 생산수단 사유화를 제한적으로나마 인정하고 있으며 특히 기업들의 의무 달성 목표를 설정하는 과정에서 기업들이 자율적으로 가격을 결정할 수 있는 기업소 지표도 확대했으며 특히 농지의 돈을 주고 1년 임대도 가능하다.
2019년 조선민주주의인민공화국은 사회주의 시장 경제의 초입에 진입한 것으로 평가할 수 있다며 향후 개혁 성과에 따라 중국식이나 베트남식 개혁 모델을 따라 사회주의 시장경제 개혁을 심화시켜나갈 것으로 전망했다.
2011년 조선민주주의인민공화국은 김정은이 밝혔다시피 김정일이 살아있을 때 후계자였던 김정은은 새로운 중국식 경제개혁 준비를 2011년 8월부터 12월까지 조선로동당 조직지도부와 대외 경제 부서의 과장급 혹은 부원들을 파견보내어 중국식 경제개혁 사업을 지시하였다.
이때 12월 14일 연구 결론은 생산 공장 및 서비스 업종에 대하여 임대정책을 기본으로 내세우는 작업을 하기로 결론을 내렸고 2012년 4월에 경제개혁을 시행을 하려고 하였다.
문재인 대통령은 조선민주주의인민공화국도 시장 경제의 도입이 이뤄지고 있다고 강조했으며 김정은이 단행한 각종 경제개혁조치가 더해진 결과라는 게 많은 탈북자와 전문가의 분석이 더해졌다.
현재 조선민주주의인민공화국을 포함하여 전세계에 사실상 공산주의가 붕괴가 되었고 전세계가 시장경제를 받아들이고 있다.
김영환 준비하는 미래 대표는 26일 명동 유네스코 회관에 열린 개발과 인권, 인권을 위한 북한 경제개발 전략 모색 세미나에서 사회주의의 3가지 기둥이라 할 수 있는 계획경제와 배급, 프롤레타리아 독재, 국유제가 사실상 붕괴됐다고 말했으며 조선민주주의인민공화국에서 사회주의적 요소는 상당히 힘이 약해졌다.
김영환 대표는 이어 김정일이 이미 여러 차례 사회주의로의 복귀할 수 없다는 것을 깨닫고 포기한 바 있어 아버지의 실패를 경험한 김정은이 그런 어리석은 선택을 할 가능성도 별로 없다고 분석했다.
그러면서 그는 포전담당책임제로 대표되는 농업개혁, 종합시장 확대를 중심으로 한 시장보호정책, 또한 자영업과 소기업 자유화 확대 등을 북한 개혁개방의 현재 수준이라고 제시하면서 지난 7 - 8년 동안의 북한의 정책에서 개혁개방의 진정성이 매우 높다고 말했다.
정은이 통일연구원 부연구위원은 포전담당책임제는 기존 제도와 비교해 보면 개인의 자율권이 상당 부분 인정받았다는 점에서 농업 생산성을 증대시킬 여지가 적지 않다며 실제로 최근 조선민주주의인민공화국의 농업생산량은 증대됐다는 정황이 발견되고 있다고 말했다.

##### 사실상의 사유화 현상 급증
북한은 1998년 개정 헌법을 통해 생산수단의 소유 주체와 관련, 그 범위를 확대시킨 바 있으며 그럼에도 불구하고 7.1 경제개혁조치에 따른 북한 변화에서 생산수단의 사유화를 가져오는 사유재산제도의 변화는 포함되지 않았다.
기업의 사적 소유에 대해서도 절대로 허용할 수 없음을 못 박고 있으며 다만, 건물과 토지 등에 대해 부분적으로 개인 임대제를 시행하고 있으며, 상속권에 대한 범위도 제시하고 있다.
예를 들어 국가 소유의 건물을 임대해 운영하는 음식점, 당구장, 가라오케 등 개인 업소가 평양시내에 등장했으며 이들 업소는 개인이 북한 원화로 국가 건물을 임대‧운영, 소득에 따라 법인세를 당국에 내고 나머지는 개인 처분, 이익금을 챙기고 있는 것으로 알려지고 있다.
혹은 실질적으로 무역회사를 창립하여 박기원 같은 사람이 무역회사와 70%의 순이익을 제공받고 있는 부재 공장과 돌공예 공장 등 다기업을 충실히 따르고 있거나 자체 자금으로 조달하여 공장기업소의 소속으로 기지장으로 임명하여 30%의 이익만 공장기업소나 혹은 기관에 납부하면 70%의 자금을 회수할 수 있도록 많은 사유화가 되고 있다.
그리고 실질적으로 개인투자도 활발하여 돈주들을 포섭하여 지사장으로 임명하거나 혹은 지도원으로 합작 투자시켜 공장기업소 지사장으로 임명되는 사례도 있고 논란에서처럼 실질적으로 반개혁조치가 행하여진 이유이기도 하다.

##### 인플레이션 현상
하지만 단점 또한 명백히 존재를 하였는데 단기적으로 지방 당국과 생산 단위의 적극성이 제고되어 생산성이 비약적으로 증가되었으며 지방 당국과 생산 단위는 투자와 분배를 확대했고, 이는 곧바로 에너지 및 원자재의 공급 부족과 통화 팽창의 문제를 야기했고 그 결과, 에너지 - 원자재 - 소비재의 가격 폭등 현상이 나타났다.
지방 당국은 재정 수입 확대를 위해 이윤이 많이 나는 업종과 산업에 집중적으로 투자함으로써 중복 건설의 문제가 나타났고, 또한 기초 건설 분야에는 투자하지 않음으로써 산업 구조가 왜곡되었다.
중앙 당국의 거시경제 조절 능력은 약화되었고, 경제가 혼란 상태로 접어들면서 정치적 - 사회적 위기가 나타났으며 중앙당국은 이 같은 문제를 해결하기 위해 지방당국으로 이양했던 제반의 권리를 회수하고, 재정 - 통화 - 분배에서 긴축 정책을 전개했다.
이는 생산성 저하로 이어졌으며 그밖에 행정성 분권 또는 방권 양리 방식의 개혁은 지방 당국 간의 시장 봉쇄, 지방 당국과 기업의 유착, 국가 재력의 분산 등의 문제를 야기하기도 했다.

##### 경제성장의 동력[105]
1990년대에 국유경제부문과 외국인 투자부문이 주동력이었고 2000년대 외국인투자부문과 사유경제부 문이 주동력으로, 시기별로 각 부문이 경제성장에 기여하였음을 보였다.
공업 생산에 있어서는 1990년대 중반까지 국유부문의 비중이 절반 정도였다가 이후 하락하기 시작하였고 외국인투자부문은 1990년대 말까지 지속적으로 급성장하였고 이후 2000년대에 점진적 이고 지속적으로 성장하여 왔다.
국내 비국유부문 중 가계경제부문 의 비중이 1990년대 초반까지 증가하다가 이후 감소하는 추세를 나타났고, 사유경제부문이 2000년대에 들어 두드러지게 증가하는 경향을 보였다.
이러한 경제성장 추세는, 개혁 초기에 국유경제부문의 지속, 외국인투자의 증가, 가계경제의 활성화를 특징으로 하다가, 개혁 중반에 접어든 2000년대 이후 국유경제의 비중 감소, 외국인투자 부문의 지속적 성장, 사유경제부문의 성장이라는 특성을 나타내고 있다.
따라서 개혁 초기에는 국유경제부문, 외국인투자부문이 경제 성장의 동력이었다고 한다면, 중반을 넘어서며 외국인투자부문과 사 유경제부문이 경제성장의 동력이 되고 있다.

#### 논란과 의혹

##### 부정부패 현상의 심화
사회적으로 부정부패현상이 심화되고 있으며 조선민주주의인민공화국에서 암시장 거래에 필요한 공공물자의 횡령이 심하고 그 종류도 다양하며 로동당 - 정부 고위직 관료들의 횡령은 공적 사업비를 불법 지출하거나, 자기 산하 행정 및 경제관료들의 부정부패를 노골적으로 부추기는 것으로까지 발전하고 있다.
행정 및 경제관료들은 당정관료들의 후원을 받는 것이 자신들의 위치를 고수하는 데 유리하다는 인식 때문에 부패 개입에 주저하지 않는다.
행정 관료는 물자를 직접 관리하는 과정에서 직접 횡령하는 방법을 취하고 있으며 협동농장에서 간부들이 담합하여 쌀과 같은 주곡을 빼내거나, 유통 분야에 관여하는 관료가 배급품이나 각종 자재를 빼돌리는 형태를 취하고 있기도 하다.
조선민주주의인민공화국에서 뇌물은 모든 계층에 만연되어 있으며 기업소 또는 관공서 등의 직장 내에서 좋은 자리를 얻기 위해, 일탈 행위에 대한 묵인 또는 여러 가지 형태의 특혜를 얻기 위해 상하위직간에 광범위한 뇌물수수가 이루어지고 있다.
좋은 직장에 배치받기 위해 주택 취득, 대학 입학, 노동당 가입, 여행 허가 취득을 위해 뇌물을 주고 받는 부패가 만연되어 있다.
부패는 궁극적으로 북한 체제의 안정성을 해치는 결과를 가져올 것이며 횡령과 횡령된 물품의 암거래는 조선민주주의인민공화국을 고루 못사는 사회가 아닌, 신분에 따라 빈부격차가 큰 사회로 만들며, 사적 영역이 공적영역을 지속적으로 잠식함으로써 계획경제의 비효율성을 증대시킬 것이다.

##### 경쟁격화에 따른 수출단가 하락 및 수익성 악화[107]
새로운 대외무역 운영체계하에서 직접 무역을 할 수 있는 무역단위, 무역거래 당사자의 숫자는 상당히 늘어날 것으로 보이며 이에 따라 일부 분야에서는 무역단위 간 경쟁이 격화되고, 특히 수출단가가 하락해 결국 무역단위의 수익성이 악화될 우려가 존재한다.
무역단위가 새로 설립된다고 해도 이들은 기존에 대형 무역회사들, 특히 특권기관 산하 무역회사들이 보유하고 있던 수출 품목에서 ‘와크’를 신규 획득할 수 있을지 여부가 불투명하다.
이들은 기존에 아무도 수출하지 않았던 새로운 수출 품목 또는 기존 수출 제품 가운데 특권기관 산하 무역회사들이 크게 관심을 기울이지 않았던 품목 중에서 와크를 획득할 가능성이 높다.
약간의 예외는 있겠지만 대체로 대외무역의 위계제 구조하에서 하부에 속하는, 즉 상대적으로 보아 무역 주체의 수는 많고, 무역 규모도 크지 않고, 수익성도 그렇게 높지 않은 분야에서 무역활동을 전개할 가능성이 크다.
KOTRA의 무역통계에 따르면 북한 전체 무역에서 중국과의 무역이 90%를 넘고 있다는 점, 즉 북한에서 대외무역은 중국이라는 특정 국가에 지나치게 편중된 구조라는 점을 상기해야 하며 따라서 북한의 대중수출은 시장으로 보면 공급자는 다수이지만 수요자는 단 한 명인 일종의 수요 독점 상태인 것이다.
물론 엄밀하게 따지면 중국의 수요자도 여러 명일 수 있지만 북한의 공급자가 워낙 많다고 하면 당연히 수요독점 상황이 발생한다.
교역 조건에서 수요자보다 공급자가 불리하게 되고 실제로 북한의 대중수출에서 저가 수출, 출혈 수출의 문제는 오래전부터 지적된 바 있으며 이 문제는 이번의 제도 개편을 통해 북한의 수출업자가 증가한다면 수출단가의 추가적 하락, 이에 따른 무역단위의 수익성 악화는 불가피할 것이다. 

##### 정치 개혁의 요구 및 개혁파 실각
다만 개혁 개방기 중국의 정치를 포함한 현대 중국의 정치사는 점진적 개혁이 아닌 불확실한 실험의 연속으로 이해 되어야 하며. 이는 근본적으로 중국의 정치 체제, 특히 지도부의 속성에 기인하는데, 덩샤오핑의 경우도 모택동의 사망과 자신의 복권이 이루어지고 5 - 6년 후인 1982년 9월 제12차 당대회를 통해 자신은 군, 후야오방은 당, 자오쯔양은 정을 맡는 3인 체제를 비로소 구성할 수 있었으나, 민주화 운동으로 인해 개혁 성향의 후야오방, 그리고 천안문 항쟁으로 인해 자오쯔양이 실각하는 과정을 겪은 사실이 이를 극명하게 방증하고 있다.
또한 덩샤오핑 자신도 1987년 10월 제13차 당대회에서 모든 당직에서 사퇴하고, 1989년 11월 중앙군사위원회 주석직에서도 사임했음에도 불구하고, 1997년 2월 사망 시까지 공식직함의 유무에 관계없이 중국의 최고지도자로 인정되었다.

##### 소유부문별 경제적 효율성[109]
그러나 한국의 기업은 정부의 지원으로 수 년 내 세계시장에서 경쟁력을 갖추고 수출을 확대했지만, 베트남의 기업집단은 수출지향적이기보다 수입대체형 기업이 주를 이루었고 기업집단화 이후 10년이 되었어도 세계시장에서 경쟁력을 갖추지 못했다.
베트남에서 생산재 생산 기업과 중공업의 거의 대부분은 중앙정부의 국영기업인데, 국영기업의 경영 효율은 낮아, 예컨대 1990년대 중반 베트남 국영기업의 철강 생산 비용은 동아시아 국가의 기업보다 30 - 40% 높은 수준이었다.
이러한 상황은 국영기업이 주로 자본 투자가 많은 대형 기업 중심으로 되어 있기 때문에 나타난 결과라고도 할 수 있지만, 국영기업이 비효율적이라는 평가에 대한 근거를 제공한다.
국내 비국유부문은 아직 자본 규모가 작지만 약간씩 증가하는 추세이며 국유부문을 외국인 투자 부문과 비교해 보면, 국영기업의 비효율성이 분명히 드러난다.

## 북아메리카

### 쿠바

#### 2008년 라울 카스트로의 개혁 조치

##### 자금조달권 및 개인 투자 운영 허용[110]
쿠바 경제의 진정한 변화는 비국영부문의 성장 및 종합시장의 확대이며 1990년대 초 피델 카스트로의 자영업자 육성정책 이후 2008년 출범한 라울 카스트로는 사회주의 체제유지를 견고히 하기 위해 국가의 재정부담을 줄이고 고용의 주체인 정부의 역할을 축소했다. 
그 일련의 조치로 시행된 라울 카스트로 정부의 자영업자 확대정책은 1990년대와 달리 201개의 업종에 자영업 허가증을 발급하고, 연소득에 따라 차등화된 세율을 적용하여 세금을 징수하고 있으며 현재 쿠바경제에서 비국영부문의 핵심은 급속히 팽창 중인 도심 지역의 소규모 레스토랑 및 숙박 비즈니스로 정부는 이를 자영업자로 혹은 사적기업을 공식 등록하여 합법화를 하였다. 
자영업자의 확정소득 신고금액은 51억 페소로 12억 7,500만 페소의 약 4배 이상 증가하며 대성공을 거두게 되었다. 이렇게 성장하고 있는 비국영부문은 쿠바의 전통적인 국가 사회주의 시스템을 변화시키고, 역동적으로 증가하는 중산층을 통해 새로운 쿠바의 경제 체제를 형성하는데 크게 기여하고 있으며 사회주의를 부분적으로 개정하여 시장에 의한 자율적인 거래로 인한 사실상 시장경제로 발전을 하게 되었다.